# Interstate 94
Pour les articles homonymes, voir I94 et Route 94.
L'Interstate 94 (I-94) est une autoroute ouest–est reliant les Grands Lacs et les Grandes Plaines du nord, aux États-Unis. Son terminus ouest se trouve tout juste à l'est de Billings, Montana, à une jonction avec l'I-90. Son terminus est, quant à lui, se trouve à Port Huron, Michigan, où l'I-94 rencontre l'I-69 et traverse le Blue Water Bridge pour entrer à Sarnia, Ontario, Canada, où la route devient l'Autoroute 402. Elle relie Seattle (via l'I-90) à Toronto (via l'Autoroute 401) et il s'agit de la seule autoroute ouest-est à avoir une connexion directe avec le Canada.
L'I-94 croise l'I-90 à plusieurs reprises: à son terminus ouest, de Tomah à Madison au Wisconsin, à Chicago en Illinois et à Lake Station en Indiana. Les villes importantes croisées par l'I-94 sont Billings, Bismarck, Fargo, Minneapolis–Saint Paul, Madison, Milwaukee, Chicago et Détroit.

## Description du tracé
|       | mi       | km       |
| ----- | -------- | -------- |
| MT    | 219,38   | 353,06   |
| ND    | 352,39   | 567,12   |
| MN    | 259,49   | 417,61   |
| WI    | 341,02   | 548,82   |
| IL    | 61,53    | 99,02    |
| IN    | 46,13    | 74,24    |
| MI    | 275.49   | 443,36   |
| Total | 1 555,43 | 2 503,22 |

### Montana
L'I-94 débute à Billings et se dirige vers le nord-est en direction de Glendive avant de quitter l'État à l'est. L'I-94 relie sept comtés, soient Yellowstone, Treasure, Rosebud, Custer, Prairie, Dawson et Wibaux. Elle passe près de Miles City et de Glendive en plus d'être reliée à Billings via l'I-90. L'autoroute longe la rivière Yellowstone entre Billings et Glendive. Au-delà du terminus ouest de l'I-94, l'I-90 permet de relier les villes de Butte et de Missoula au Montana, de Coeur d'Alene en Idaho ainsi que de Spokane et Seattle, Washington.

### Dakota du Nord

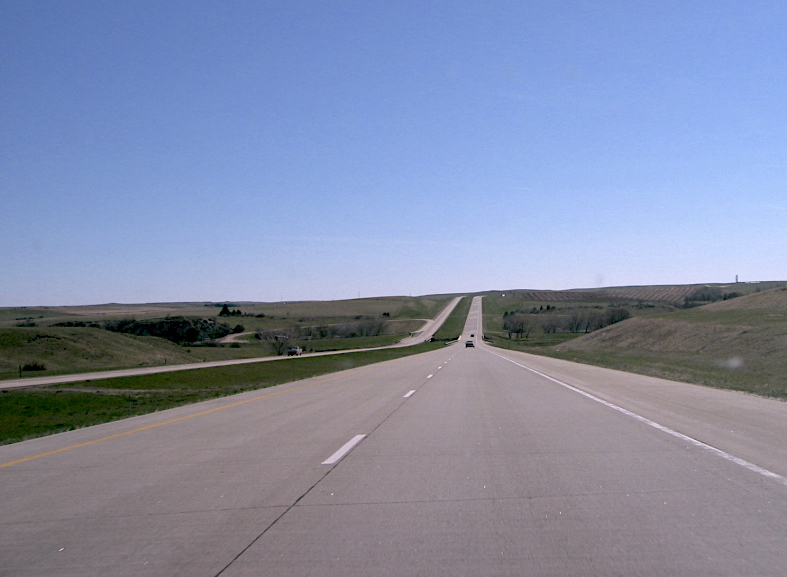
I-94 est, l'autoroute ouest-est principale du Dakota du Nord

La route entre dans l'État à Beach et passe par les Badlands près de Medora (près du secteur sud du Theodore Roosevelt National Park). Plus à l'est, l'I-94 donne accès au secteur nord du Theodore Roosevelt National Park et passe ensuite dans les villes de Dickinson, Mandan, Bismarck, Jamestown et Valley City en direction de West Fargo et de Fargo, où elle quitte l'État et entre au Minnesota. À travers l'État, la route se dirige généralement en ligne droite en longeant le tracé de l'ancienne US 10 (appelée la "Old Red Trail") jusqu'au terminus ouest actuel de la US 10 à West Fargo.

### Minnesota

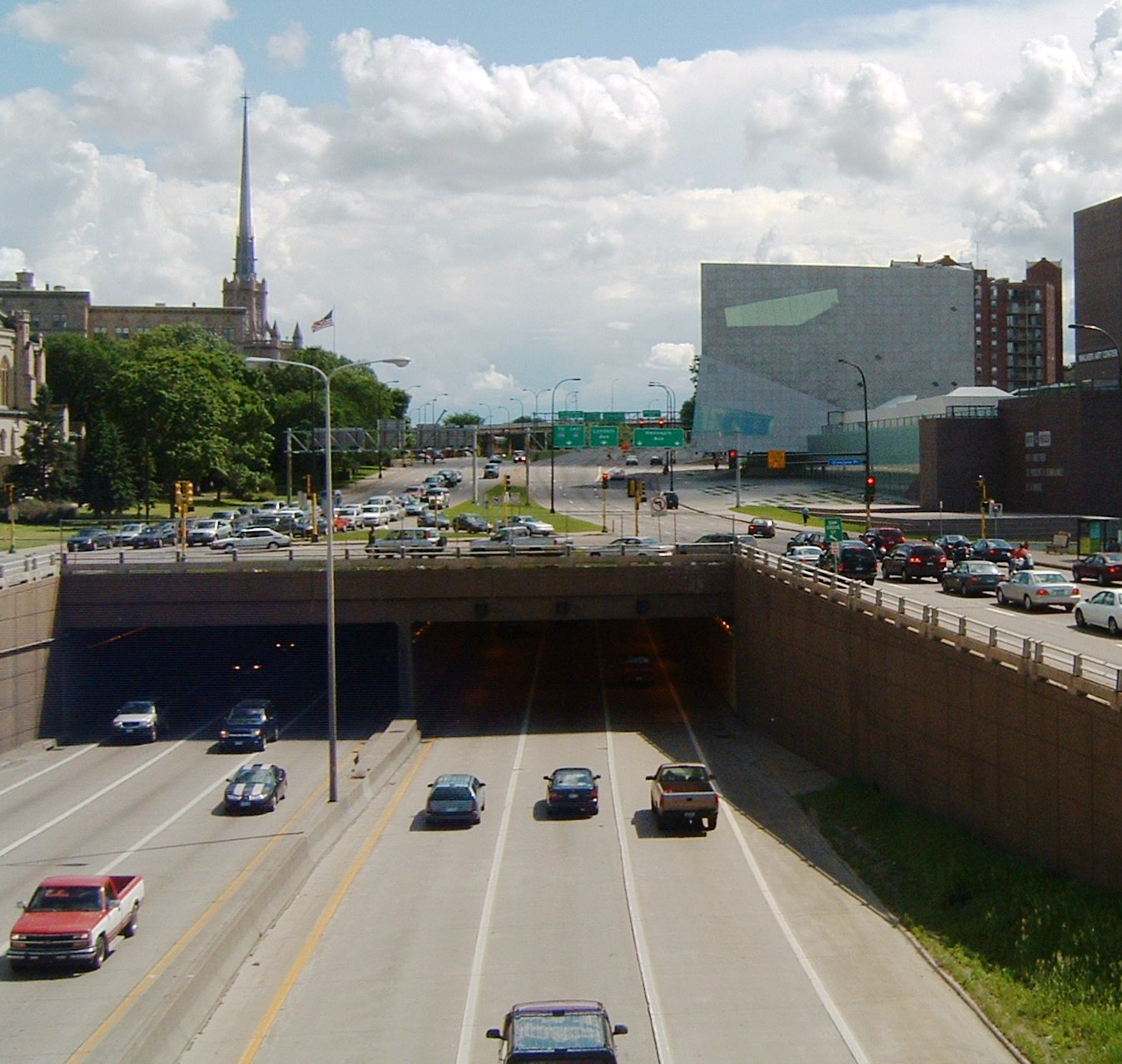
Lowry Hill Tunnel à Minneapolis (Minnesota, États-Unis).

En quittant Fargo et en entrant à Moorhead, Minnesota, l'I-94 traverse la Red River. À l'est de l'Aéroport municipal de Moorhead, l'autoroute suit une trajectoire vers le sud-est et passe par Fergus Falls, Alexandria et Saint Cloud en direction des Twin Cities.
La route traverse le fleuve Mississippi à Minneapolis entre les quartiers de Prospect Park et de Seward. Elle traverse alors la seule véritable gorge du Mississippi. L'autoroute lie Minneapolis et Saint Paul alors qu'elle croise la MN 280. Le tracé de l'autoroute au cœur des Twin Cities est chargé politiquement, principalement dans les quartiers ouvriers.
À l'est de Saint Paul, l'I-94 quitte le Minnesota alors qu'elle traverse la rivière Sainte-Croix entre Lakeland et Hudson pour entrer au Wisconsin.

### Wisconsin
L'I-94 entre au Wisconsin à l'est des Twin Cities, à Hudson. Elle traverse le terrain vallonné du nord-ouest du Wisconsin et traverse la rivière Red Cedar près de Menomonie. À l'est de Menomonie, l'I-94 rencontre la WIS 29, une route importante reliant l'I-94 à Wausau et Green Bay. Elle passe par Eau Claire avant de se diriger vers le sud-est pour rejoindre l'I-90 à Tomah et former un multiplex avec celle-ci. Au sud-est de Tomah, l'autoroute passe par la région de Wisconsin Dells. Plus au sud-est, l'I-90 / I-94 rejoint l'I-39 pour former un triple multiplex à Portage, aux pieds de Cascade Mountain, un centre de ski. Au sud de Cascade Mountain, l'I-94 traverse la rivière Wisconsin. Elle quitte le multiplex avec l'I-90 et l'I-39 à l'est de la capitale de l'État, Madison et reprend une orientation vers l'est en direction de Milwaukee. L'I-94 traverse le centre-ville de Milwaukee et bifurque vers le sud en direction de Chicago. Elle entre en Illinois à Pleasant Prairie, en multiplex avec l'I-41.

### Illinois

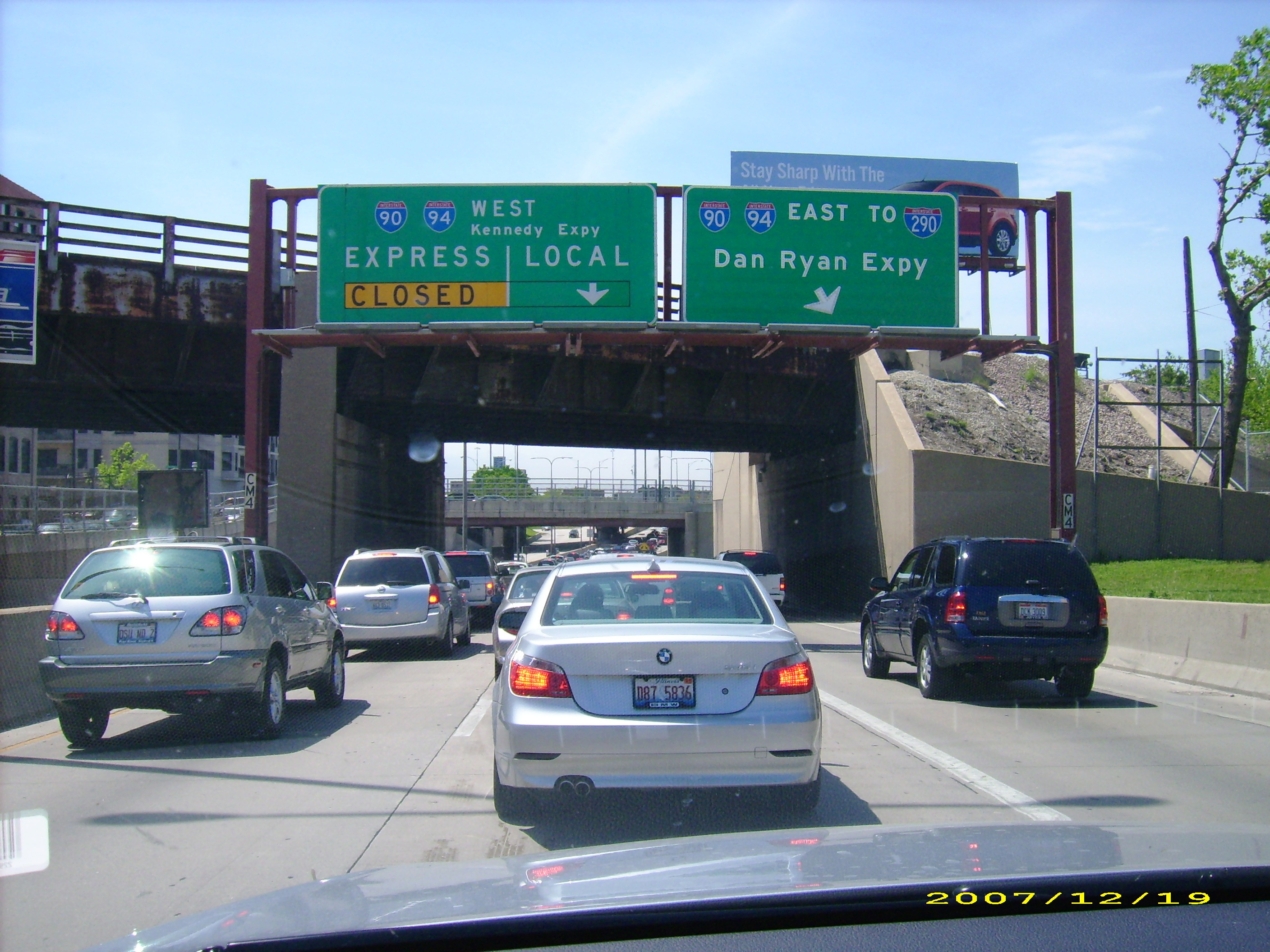
I-94 au centre-ville de Chicago

En Illinois, l'I-94 se dirige vers le sud depuis la frontière du Wisconsin jusqu'à la frontière avec l'Indiana en passant par le centre-ville de Chicago. Elle est une autoroute à péage sur la Tri-State Tollway jusqu'à l'échangeur avec l'I-294. À partir de ce point, elle va vers l'est sur la Edens Expressway, où elle rencontre à nouveau l'I-90 sur la Kennedy Expressway et bifurque au sud à travers la ville de Chicago. L'I-90 quitte l'I-94 au sud du centre-ville vers la Chicago Skyway. L'I-94 croise le terminus nord de l'I-57 et continue au sud jusqu'à la jonction avec l'I-80 / I-294 / IL 394. À cet endroit, l'I-94 se joint à l'I-80 en direction est sur la Kingery Expressway jusqu'en Indiana.

### Indiana

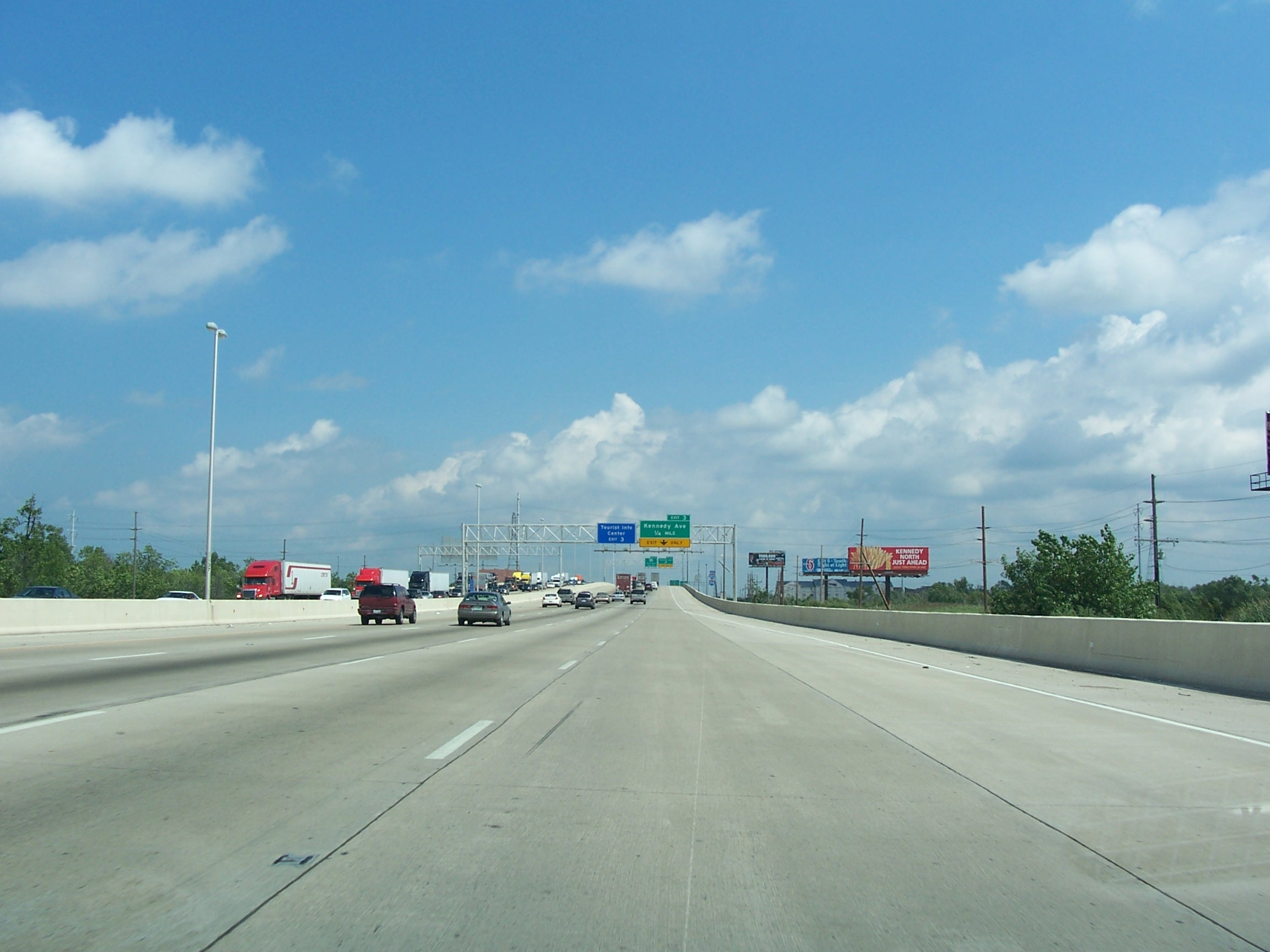
I-80 / I-94 (Borman Expressway) à Hammond, Indiana, près de la sortie 3

En Indiana, l'I-94 se dirige vers l'est en multiplex avec l'I-80. Elle rencontre l'I-90 (Indiana Toll Road), où l'I-80 rejoint l'I-90 vers l'Ohio. L'I-94 continue vers le nord-est en longeant la rive est du Lac Michigan. Elle traverse rapidement au Michigan.

### Michigan

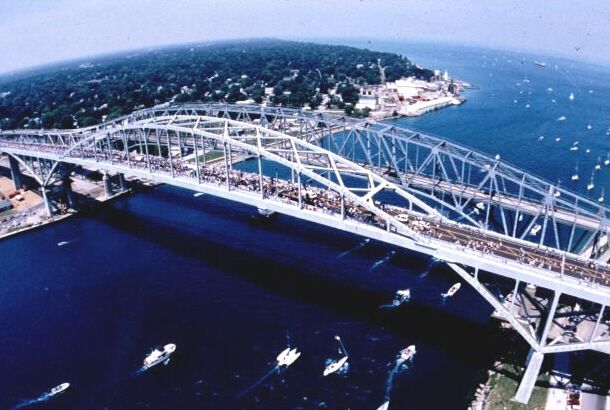
Terminus est de l'I-94 sur le Blue Water Bridge à Port Huron

L'I-94 entre au Michigan et suit la rive du Lac Michigan jusqu'à Saint-Joseph. À cet endroit, elle bifurque vers le nord-est et l'est en direction de Détroit. Elle passe au sud de Kalamazoo et de Battle Creek et croise l'I-69 à Marshall. Elle passe ensuite par Ann Arbor avant d'entrer dans les limites de Détroit. Elle y rencontre l'I-275 et longe l'Aéroport métropolitain de Détroit. Près du centre-ville, elle croise l'I-96 et l'I-75 avant de continuer son trajet vers le nord-est. Elle croise le terminus est de l'I-696 avant de quitter la région de Détroit. Elle continue vers le nord-est en direction de Port Huron. Elle y rencontre à nouveau l'I-69 et forme un multiplex avec celle-ci jusqu'à son terminus est, à la frontière avec le Canada. La route se poursuit au-delà sur le Blue Water Bridge et, ultimement, sur l'Autoroute 402 à Point Edward et Sarnia, en Ontario.

## Liste des sorties

### Montana
| Interstate 94                             |                |        |        |        |                                                              |                                                      |
| Comté                                     | Municipalité   | mi     | km     | Sortie | Intersections / Destinations                                 | Notes                                                |
| Yellowstone                               | Billings       | 0,00   | 0,00   | —      | I-90 / US 87 / US 212 – Billings, Sheridan                   | Indiqué sortie 0 vers I-90 est; sortie 456 de l'I-90 |
| Yellowstone                               | Huntley        | 6,07   | 9,77   | 6      | S-522 (en) – Huntley                                         |                                                      |
| Yellowstone                               | Ballantine     | 14,71  | 23,67  | 14     | Ballantine, Worden                                           |                                                      |
| Yellowstone                               | Pompeys Pillar | 23,12  | 37,21  | 23     | Pompeys Pillar                                               |                                                      |
| Yellowstone                               |                | 35,89  | 57,76  | 36     | Waco                                                         |                                                      |
| Yellowstone                               | Custer         | 47,07  | 75,75  | 47     | Custer                                                       |                                                      |
| Yellowstone                               |                | 49,39  | 79,49  | 49     | MT 47 (en) sud – Hardin                                      |                                                      |
| Treasure                                  |                | 52,55  | 84,57  | 53     | Bighorn                                                      |                                                      |
| Treasure                                  |                | 62,50  | 100,59 | 63     | Ranch Access                                                 |                                                      |
| Treasure                                  |                | 67,38  | 108,44 | 67     | Hysham                                                       |                                                      |
| Treasure                                  |                | 71,47  | 115,02 | 72     | S-384 (en) (Sarpy Creek Road)                                |                                                      |
| Rosebud                                   |                | 81,41  | 121,01 | 82     | Reservation Creek Road                                       |                                                      |
| Rosebud                                   |                | 87,07  | 130,13 | 87     | MT 39 (en) – Colstrip                                        |                                                      |
| Rosebud                                   | Forsyth        | 93,04  | 149,73 | 93     | US 12 ouest – Forsyth, Roundup                               | Terminus ouest du multiplex avec US 12               |
| Rosebud                                   | Forsyth        | 94,67  | 152,35 | 95     | Forsyth                                                      |                                                      |
| Rosebud                                   |                | 103,45 | 166,48 | 103    | S-446 (en) (Rosebud Creek Road) / S-447 (en) – Rosebud       |                                                      |
| Rosebud                                   |                | 106,56 | 171,50 | 106    | Butte Creek Road – Rosebud                                   |                                                      |
| Rosebud                                   |                | 117,33 | 188,83 | 117    | Hathaway                                                     |                                                      |
| Custer                                    |                | 125,84 | 202,52 | 126    | Moon Creek Road                                              |                                                      |
| Custer                                    |                | 128,35 | 206,56 | 128    | Accès local                                                  |                                                      |
| Custer                                    | Miles City     | 135,10 | 217,42 | 135    | I-94 BL est – Jordan, Miles City                             |                                                      |
| Custer                                    | Miles City     | 137,88 | 221,89 | 138    | MT 59 (en) – Miles City, Broadus                             |                                                      |
| Custer                                    |                | 140,74 | 226,50 | 141    | I-94 BL ouest / US 12 est – Baker, Miles City                | Terminus est du multiplex avec US 12                 |
| Custer                                    |                | 148,53 | 239,04 | 148    | Valley Access                                                |                                                      |
| Custer                                    |                | 158,84 | 245,63 | 159    | Diamond Ring                                                 |                                                      |
| Prairie                                   |                | 168,30 | 270,85 | 169    | Powder River Road                                            |                                                      |
| Prairie                                   |                | 175,68 | 282,73 | 176    | S-253 (en) – Terry                                           |                                                      |
| Prairie                                   |                | 184,86 | 297,50 | 185    | S-340 (en) – Fallon                                          |                                                      |
| Dawson                                    |                | 191,79 | 308,65 | 192    | Bad Route Road                                               |                                                      |
| Dawson                                    |                | 197,85 | 318,41 | 198    | Cracker Box Road                                             |                                                      |
| Dawson                                    |                | 203,44 | 327,40 | 204    | Whoopup Creek Road                                           |                                                      |
| Dawson                                    |                | 205,69 | 331,03 | 206    | Pleasant View Road                                           |                                                      |
| Dawson                                    |                | 209,62 | 337,35 | 210    | I-94 BL est / MT 200S (en) – Glendive, Circle, West Glendive |                                                      |
| Dawson                                    | West Glendive  | 210,79 | 339,23 | 211    | MT 200S (en) – Circle                                        | Sortie direction ouest, entrée direction est         |
| Dawson                                    | West Glendive  | 212,59 | 342,14 | 213    | MT 16 (en) – Glendive, Sidney                                |                                                      |
| Dawson                                    | Glendive       | 214,67 | 345,48 | 215    | I-94 BL ouest – Centre-ville de Glendive                     |                                                      |
| Dawson                                    |                | 223,50 | 359,69 | 224    | Frontage Road – Griffith Creek                               |                                                      |
| Dawson                                    |                | 230,64 | 371,17 | 231    | Hodges Road                                                  |                                                      |
| Wibaux                                    |                | 235,41 | 378,85 | 236    | Ranch Access                                                 |                                                      |
| Wibaux                                    | Wibaux         | 241,08 | 387,98 | 241    | MT 7 (en) / S-261 (en) – Baker, Wibaux                       | Sortie direction est, entrée direction ouest         |
| Wibaux                                    | Wibaux         | 241,70 | 388,98 | 242    | MT 7 (en) / S-261 (en) – Baker, Wibaux                       | Sortie direction ouest, entrée direction est         |
| Wibaux                                    |                | 248,07 | 399,24 | 248    | Carlyle Road                                                 |                                                      |
| Wibaux                                    |                | 249,38 | 401,33 |        | I-94 est – Medora, Bismarck                                  | Continue au Dakota du Nord                           |
| - Terminus de multiplex - Accès incomplet |                |        |        |        |                                                              |                                                      |

### Dakota du Nord
| Interstate 94                             |                                        |        |        |                  |                                                                                  |                                                                                                   |
| Comté                                     | Municipalité                           | mi     | km     | Sortie           | Intersections / Destinations                                                     | Notes                                                                                             |
| Golden Valley                             | Beach Township                         | 0,00   | 0,00   |                  | I-94 ouest – Billings                                                            | Continue au Montana                                                                               |
| Golden Valley                             | Beach                                  | 1,85   | 2,98   | 1                | ND 16 (en) – Beach                                                               |                                                                                                   |
| Golden Valley                             | Beach Township                         | 7,37   | 11,86  | 7                | Home on the Range                                                                |                                                                                                   |
| Golden Valley                             | Sentinel Township                      | 10,48  | 16,86  | 10               | Camel Hump Lake, Sentinel Butte                                                  |                                                                                                   |
| Golden Valley                             | Sentinel Township                      | 18,45  | 29,70  | 18               | Buffalo Gap                                                                      |                                                                                                   |
| Billings                                  | Limite North Billings–South Billings   | 23,00  | 37,02  | 23               | West River Road                                                                  | Sortie direction ouest, entrée direction est                                                      |
| Billings                                  | Limite North Billings–South Billings   | 24,32  | 39,13  | 24               | I-94 BL est – Parc national Theodore Roosevelt, Medora                           |                                                                                                   |
| Billings                                  | Limite North Billings–South Billings   | 27,24  | 43,84  | 27               | I-94 BL ouest – Parc national Theodore Roosevelt, Medora                         | Sortie direction ouest, entrée direction est                                                      |
| Billings                                  | Limite North Billings–South Billings   | 32,96  | 53,05  | 32               | Centre des visiteurs de Painted Canyon                                           |                                                                                                   |
| Billings                                  | Limite North Billings–South Billings   | 36,86  | 59,32  | 36               | Fryburg                                                                          |                                                                                                   |
| Stark                                     | Belfield                               | 42,37  | 68,18  | 42               | US 85 – Watford City, Belfield, Section nord du Parc national Theodore Roosevelt |                                                                                                   |
| Stark                                     | Limite West Stark–Dickinson North      | 51,48  | 82,84  | 51               | South Heart                                                                      |                                                                                                   |
| Stark                                     | Dickinson North                        | 56,41  | 90,79  | 56               | ND 22 (en) (North Bypass)                                                        |                                                                                                   |
| Stark                                     | Dickinson                              | 59,49  | 95,73  | 59               | I-94 BL est / ND 22 (en) (South Bypass) – Dickinson                              |                                                                                                   |
| Stark                                     | Dickinson                              | 61,48  | 98,94  | 61               | ND 22 (en) – Killdeer, Dickinson                                                 |                                                                                                   |
| Stark                                     | Dickinson                              | 64,20  | 103,33 | 64               | I-94 BL ouest – Dickinson                                                        |                                                                                                   |
| Stark                                     | Limite Dickinson North–East Stark      | 72,25  | 116,28 | 72               | Gladstone, Lefor                                                                 |                                                                                                   |
| Stark                                     | East Stark                             | 78,90  | 126,98 | 78               | Taylor                                                                           |                                                                                                   |
| Stark                                     | East Stark                             | 84,89  | 146,61 | 84               | ND 8 (en) – Richardton, Mott                                                     |                                                                                                   |
| Stark                                     | East Stark                             | 90,11  | 145,02 | 90               | Sortie sans nom                                                                  |                                                                                                   |
| Morton                                    | West Morton                            | 97,19  | 156,41 | 97               | Hebron                                                                           |                                                                                                   |
| Morton                                    | West Morton                            | 102,91 | 165,62 | 102              | Glen Ullin, Hebron                                                               |                                                                                                   |
| Morton                                    | West Morton                            | 108,35 | 174,38 | 108              | Glen Ullin                                                                       |                                                                                                   |
| Morton                                    | West Morton                            | 110,37 | 177,62 | 110              | ND 49 (en) – Beulah, Glen Ullin                                                  |                                                                                                   |
| Morton                                    | West Morton                            | 113,39 | 182,48 | 113              | Sortie sans nom                                                                  |                                                                                                   |
| Morton                                    | West Morton                            | 117,20 | 188,61 | 117              | Sortie sans nom                                                                  |                                                                                                   |
| Morton                                    | West Morton                            | 120,20 | 193,45 | 120              | Sortie sans nom                                                                  |                                                                                                   |
| Morton                                    | West Morton                            | 123,20 | 198,27 | 123              | Almont                                                                           |                                                                                                   |
| Morton                                    | New Salem                              | 127,66 | 205,45 | 127              | ND 31 (en) nord – Hazen, New Salem                                               |                                                                                                   |
| Morton                                    | Limite West Morton–East Morton         | 134,12 | 215,84 | 134              | Sweet Briar Lake, Judson                                                         |                                                                                                   |
| Morton                                    | East Morton                            | 140,12 | 225,50 | 140              | Crown Butte Dam                                                                  |                                                                                                   |
| Morton                                    | East Morton                            | 147,18 | 236,87 | 147              | I-94BL est vers ND 6 (en) – Mandan ND 25 (en) nord – Center, Stanton             |                                                                                                   |
| Morton                                    | Mandan                                 | 152,33 | 245,15 | 152              | Sunset Drive – Mandan                                                            |                                                                                                   |
| Morton                                    | Mandan                                 | 153,99 | 247,82 | 153              | ND 1806 (en) (Mandan Avenue)                                                     |                                                                                                   |
| Morton                                    | Mandan                                 | 155,03 | 249,49 | 155              | Main Street vers I-94BL / ND 6 (en)                                              | Sortie direction ouest, entrée direction est                                                      |
| Morton                                    | Mandan                                 | 156,07 | 251,17 | 156              | I-194 (Bismarck Expressway) vers I-94 BL – Bismarck, Mandan                      |                                                                                                   |
| Rivière Missouri                          | Rivière Missouri                       |        |        | Pont Grant Marsh | Pont Grant Marsh                                                                 | Pont Grant Marsh                                                                                  |
| Burleigh                                  | Bismarck                               | 157,34 | 253,22 | 157              | Divide Avenue                                                                    |                                                                                                   |
| Burleigh                                  | Bismarck                               | 159,32 | 256,56 | 159              | US 83 nord – Bismarck, Minot                                                     | Terminus ouest du multiplex avec US 83                                                            |
| Burleigh                                  | Bismarck                               | 161,44 | 259,81 | 161              | Bismarck Expressway (I-94 BL ouest) – Lincoln                                    |                                                                                                   |
| Burleigh                                  | Menoken                                | 170,52 | 274,42 | 170              | Menoken                                                                          |                                                                                                   |
| Burleigh                                  | McKenzie Township                      | 176,50 | 284,05 | 176              | McKenzie                                                                         |                                                                                                   |
| Burleigh                                  | Sterling Township                      | 182,49 | 293,67 | 182              | US 83 sud / ND 14 (en) nord – Wing, Sterling                                     | Terminus est du multiplex avec US 83                                                              |
| Burleigh                                  | Driscoll Township                      | 190,11 | 305,95 | 190              | Driscoll                                                                         |                                                                                                   |
| Kidder                                    | Pleasant Hill Township                 | 195,09 | 313,97 | 195              | Sortie sans nom                                                                  |                                                                                                   |
| Kidder                                    | Steele                                 | 200,76 | 323,09 | 200              | ND 3 (en) nord – Tuttle, Steele                                                  | Terminus ouest du multiplex avec ND 3                                                             |
| Kidder                                    | Limite township Woodlawn–Sibley        | 205,07 | 330,03 | 205              | Robinson                                                                         |                                                                                                   |
| Kidder                                    | Dawson                                 | 208,70 | 335,87 | 208              | ND 3 (en) sud – Dawson                                                           | Terminus est du multiplex avec ND 3                                                               |
| Kidder                                    | Tappen                                 | 214,13 | 344,60 | 214              | Tappen                                                                           |                                                                                                   |
| Kidder                                    | Limite township Crystal Springs–Tappen | 217,15 | 349,46 | 217              | Pettibone                                                                        |                                                                                                   |
| Kidder                                    | Crystal Springs Township               | 221,73 | 356,85 | 221              | Crystal Springs                                                                  |                                                                                                   |
| Stutsman                                  | St. Paul Township                      | 228,32 | 367,45 | 228              | ND 30 (en) sud – Streeter                                                        |                                                                                                   |
| Stutsman                                  | Chicago Township                       | 230,29 | 370,61 | 230              | Medina                                                                           |                                                                                                   |
| Stutsman                                  | Chicago Township                       | 233,34 | 375,53 | 233              | Sortie sans nom                                                                  |                                                                                                   |
| Stutsman                                  | Cleveland                              | 238,79 | 384,30 | 238              | Cleveland, Gackle                                                                |                                                                                                   |
| Stutsman                                  | Limite township Windsor–Moon Lake      | 242,67 | 390,54 | 242              | Windsor                                                                          |                                                                                                   |
| Stutsman                                  | Limite township Windsor–Moon Lake      | 245,19 | 394,60 | 245              | Sortie sans nom                                                                  |                                                                                                   |
| Stutsman                                  | Limite township Eldridge–Lippert       | 248,99 | 400,71 | 248              | Sortie sans nom                                                                  |                                                                                                   |
| Stutsman                                  | Limite township Eldridge–Lippert       | 251,69 | 405,05 | 251              | Eldridge                                                                         |                                                                                                   |
| Stutsman                                  | Jamestown                              | 256,22 | 412,35 | 256              | US 52 Truck ouest (By-pass) / US 281 Truck nord (By-pass)                        | Terminus ouest du multiplex avec US 52 Truck / US 281 Truck                                       |
| Stutsman                                  | Jamestown                              | 257,00 | 413,61 | 257              | Jamestown                                                                        | Sortie direction est, entrée direction ouest                                                      |
| Stutsman                                  | Jamestown                              | 258,06 | 415,30 | 258              | US 52 ouest / US 281 – Jamestown                                                 | Terminus est du multiplex avec US 52 Truck / US 281 Truck; terminus ouest du multiplex avec US 52 |
| Stutsman                                  | Jamestown                              | 260,13 | 418,63 | 260              | Jamestown                                                                        |                                                                                                   |
| Stutsman                                  | Jamestown                              | 262,36 | 422,23 | 262              | Bloom                                                                            | Accès à l'Aéroport régional de Jamestown                                                          |
| Stutsman                                  | Limite township Spiritwood–Winfield    | 269,36 | 433,49 | 269              | Spiritwood                                                                       |                                                                                                   |
| Barnes                                    | Limite township Eckelson–Mansfield     | 272,37 | 438,36 | 272              | Sortie sans nom                                                                  |                                                                                                   |
| Barnes                                    | Limite township Eckelson–Mansfield     | 276,39 | 444,80 | 276              | Eckelson, Marion                                                                 |                                                                                                   |
| Barnes                                    | Potter Township                        | 281,64 | 453,26 | 281              | Sanborn, Litchville                                                              |                                                                                                   |
| Barnes                                    | Potter Township                        | 283,14 | 455,67 | 283              | ND 1 (en) nord – Rogers                                                          | Terminus ouest du multiplex avec ND 1                                                             |
| Barnes                                    | Hobart Township                        | 288,64 | 464,52 | 286              | ND 1 (en) sud – Verona, Oakes                                                    | Terminus est du multiplex avec ND 1                                                               |
| Barnes                                    | Valley City                            | 290,80 | 468,00 | 290              | I-94 BL est – Valley City                                                        |                                                                                                   |
| Barnes                                    | Valley City                            | 292,07 | 470,04 | 292              | Valley City                                                                      |                                                                                                   |
| Barnes                                    | Valley City                            | 294,28 | 473,60 | 294              | I-94 BL ouest – Valley City                                                      |                                                                                                   |
| Barnes                                    | Alta Township                          | 296,74 | 477,56 | 296              | Sortie sans nom                                                                  |                                                                                                   |
| Barnes                                    | Alta Township                          | 298,75 | 480,59 | 298              | Sortie sans nom                                                                  |                                                                                                   |
| Barnes                                    | Oriska                                 | 302,71 | 487,17 | 302              | ND 32 (en) – Oriska, Fingal                                                      |                                                                                                   |
| Barnes                                    | Tower City                             | 307,68 | 495,16 | 307              | Tower City                                                                       |                                                                                                   |
| Cass                                      | Hill Township                          | 310,46 | 499,63 | 310              | Sortie sans nom                                                                  |                                                                                                   |
| Cass                                      | Limite township Hill–Howes             | 314,86 | 506,72 | 314              | ND 38 (en) nord – Buffalo, Alice                                                 |                                                                                                   |
| Cass                                      | Howes Township                         | 317,85 | 511,52 | 317              | Ayr                                                                              |                                                                                                   |
| Cass                                      | Limite township Howes–Gill             | 320,84 | 516,34 | 320              | Embden                                                                           |                                                                                                   |
| Cass                                      | Gill Township                          | 322,83 | 519,54 | 322              | Absaraka                                                                         |                                                                                                   |
| Cass                                      | Gill Township                          | 324,82 | 522,75 | 324              | Wheatland, Chaffee                                                               |                                                                                                   |
| Cass                                      | Everest Township                       | 328,71 | 529,01 | 328              | Lynchburg                                                                        |                                                                                                   |
| Cass                                      | Casselton                              | 331,23 | 533,06 | 331              | ND 18 (en) – Casselton, Leonard                                                  |                                                                                                   |
| Cass                                      | Mapleton                               | 338,74 | 545,14 | 338              | Mapleton                                                                         |                                                                                                   |
| Cass                                      | Mapleton Township                      | 340,72 | 548,33 | 340              | Kindred                                                                          |                                                                                                   |
| Cass                                      | Mapleton Township                      | 342,72 | 551,56 | 342              | Sortie sans nom                                                                  |                                                                                                   |
| Cass                                      | West Fargo                             | 343,80 | 553,30 | 343              | US 10 / I-94 BL est (Main Avenue)                                                | Terminus ouest de la US 10                                                                        |
| Cass                                      | West Fargo                             | 346,44 | 557,54 | 346              | Sheyenne Street                                                                  | Indiqué sortie 346A (sud) et 346B (nord) en direction ouest                                       |
| Cass                                      | West Fargo                             | 347,79 | 559,71 | 347              | Veterans Boulevard / 9th Street East                                             |                                                                                                   |
| Cass                                      | Fargo                                  | 348,48 | 560,83 | 348              | 45th Street                                                                      |                                                                                                   |
| Cass                                      | Fargo                                  | 349,59 | 562,60 | 349              | I-29 / US 81 – Grand Forks, Sioux Falls                                          | Indiqué sortie 349A (sud) et 349B (nord); sortie 63 de l'I-29                                     |
| Cass                                      | Fargo                                  | 350,59 | 564,21 | 350              | 25th Street                                                                      |                                                                                                   |
| Cass                                      | Fargo                                  | 351,59 | 565,83 | 351              | US 81 Bus. (University Drive) – Centre-ville de Fargo                            |                                                                                                   |
| Rivière Rouge                             | Rivière Rouge                          | 352,45 | 567,22 |                  | I-94 / US 52 est – Minneapolis                                                   | Continue au Minnesota                                                                             |
| - Terminus de multiplex - Accès incomplet |                                        |        |        |                  |                                                                                  |                                                                                                   |

### Minnesota
| Interstate 94                             |                                      |        |        |                                                |                                                                                     | |
| Comté                                     | Municipalité                         | mi     | km     | Sortie                                         | Intersections / Destinations                                                        | Notes |
| Rivière Rouge                             | Rivière Rouge                        | 0,00   | 0,00   |                                                | I-94 / US 52 ouest – Fargo, Bismarck                                                | Continue au Dakota du Nord |
| Clay                                      | Moorhead                             | 0,58   | 0,93   | 1A                                             | US 75 – Moorhead, Breckenridge                                                      | Breckenridge indiqué en direction est seulement                                                                                            |
| Clay                                      | Moorhead                             | 1,54   | 2,48   | 1B                                             | 20th Street                                                                         | Sortie direction est, entrée direction ouest                                                                                               |
| Clay                                      | Moorhead                             | 2,71   | 4,36   | 2                                              | I-94 BL ouest (34th Street) / CSAH 52 (Main Avenue Southeast)                       | Indiqué sortie 2A (Main Avenue Southeast) et 2B (34th Street) en direction est                                                             |
| Clay                                      | Glyndon Township                     | 6,08   | 9,78   | 6                                              | MN 336 (en) / CSAH 11 – Sabin                                                       | Sabin indiqué en direction est seulement                                                                                                   |
| Clay                                      | Elkton Township                      | 15,24  | 24,53  | 15                                             | CSAH 10 – Downer, Sabin                                                             | Sabin indiqué en direction ouest seulement                                                                                                 |
| Clay                                      | Limite township Barnesville–Humboldt | 22,70  | 36,53  | 22                                             | MN 9 (en) – Barnesville                                                             | Barnesville indiqué en direction est seulement                                                                                             |
| Clay                                      | Barnesville                          | 24,54  | 39,50  | 24                                             | MN 34 (en) – Detroit Lakes, Barnesville                                             | Detroit Lakes indiqué en direction est et Barnesville en direction ouest seulement                                                         |
| Wilkin                                    | Prairie View Township                | 32,50  | 52,30  | 32                                             | MN 108 (en) / CSAH 30 – Pelican Rapids                                              | |
| Limite Wilkin–Otter Tail                  | Rothsay                              | 38,23  | 61,52  | 38                                             | Rothsay                                                                             | |
| Otter Tail                                | Fergus Falls Township                | 50,48  | 81,24  | 50                                             | US 59 nord / CSAH 88 – Fergus Falls, Pelican Rapids, Detroit Lakes                  | Terminus ouest du multiplex avec US 59; Fergus Falls indiqué en direction est, Pelican Rapids et Detroit Lakes indiqués en direction ouest |
| Otter Tail                                | Fergus Falls                         | 54,17  | 87,17  | 54                                             | MN 210 (en) ouest – Fergus Falls, Breckenridge                                      | Terminus ouest du multiplex avec MN 210 |
| Otter Tail                                | Fergus Falls                         | 55,86  | 89,90  | 55                                             | CSAH 1 – Fergus Falls, Wendell                                                      | Wendell indiqué en direction est |
| Otter Tail                                | Buse Township                        | 57,89  | 93,16  | 57                                             | MN 210 (en) est / CSAH 25 – Fergus Falls                                            | Terminus est du multiplex avec MN 210 |
| Otter Tail                                | Limite township Buse–Dane Prairie    | 61,68  | 99,26  | 61                                             | US 59 sud / CSAH 82 – Elbow Lake, Fergus Falls                                      | Terminus est du multiplex avec US 59; Elbow Lake indiqué en direction est, Fergus Falls indiqué en direction ouest                         |
| Otter Tail                                | Tumuli Township                      | 67,62  | 108,83 | 67                                             | CSAH 35 – Dalton                                                                    | |
| Grant                                     | Pelican Lakes Township               | 77,10  | 124,08 | 77                                             | MN 78 (en) nord / CSAH 10 – Ashby, Barrett                                          | |
| Douglas                                   | Evansville Township                  | 82,91  | 133,43 | 82                                             | MN 79 (en) ouest / CSAH 41 – Evansville, Elbow Lake                                 | |
| Douglas                                   | Brandon Township                     | 90,10  | 145,00 | 90                                             | CSAH 7 – Brandon                                                                    | |
| Douglas                                   | La Grand Township                    | 97,42  | 156,77 | 97                                             | MN 114 (en) sud / CSAH 40 – Garfield, Lowry                                         | |
| Douglas                                   | Alexandria                           | 100,69 | 162,04 | 100                                            | MN 27 (en) ouest / CSAH 46 – Alexandria                                             | Terminus ouest du multiplex avec MN 27; Alexandria indiqué direction est                                                                   |
| Douglas                                   | Alexandria                           | 103,04 | 165,82 | 103                                            | MN 29 (en) – Alexandria, Glenwood                                                   | |
| Douglas                                   | Orange Township                      | 114,36 | 184,05 | 114                                            | MN 27 (en) est / CSAH 3 – Osakis, Westport                                          | Terminus est du multiplex avec MN 27 |
| Todd                                      | West Union Township                  | 119,15 | 191,75 | 119                                            | CSAH 46 – West Union                                                                | |
| Stearns                                   | Sauk Centre Township                 | 124,73 | 200,73 | 124                                            | CSAH 72 (Sinclair Lewis Avenue)                                                     | Sortie direction est, entrée direction ouest                                                                                               |
| Stearns                                   | Sauk Centre                          | 127,18 | 204,68 | 127                                            | US 71 / MN 28 (en) – Sauk Centre, Willmar, Glenwood                                 | |
| Stearns                                   | Melrose Township                     | 131,08 | 210,95 | 131                                            | MN 4 (en) sud – Meire Grove, Paynesville                                            | |
| Stearns                                   | Melrose                              | 134,97 | 217,22 | 135                                            | CSAH 13 – Melrose                                                                   | |
| Stearns                                   | Oak Township                         | 137,86 | 221,87 | 137                                            | MN 237 (en) / CSAH 65 – New Munich                                                  | |
| Stearns                                   | Freeport                             | 140,87 | 226,70 | 140                                            | CSAH 11 – Freeport                                                                  | |
| Stearns                                   | Albany                               | 146,92 | 236,44 | 147                                            | MN 238 (en) / CSAH 10 – Albany                                                      | |
| Stearns                                   | Avon                                 | 153,31 | 246,73 | 153                                            | CSAH 9 – Avon                                                                       | |
| Stearns                                   | Avon Township                        | 156,53 | 251,91 | 156                                            | CR 159 – Université St. John's                                                      | |
| Stearns                                   | St. Joseph Township                  | 158,14 | 254,51 | 158                                            | CSAH 75 – Saint Cloud                                                               | Sortie direction est, entrée direction ouest                                                                                               |
| Stearns                                   | St. Joseph Township                  | 160,44 | 258,20 | 160                                            | CSAH 2 – St. Joseph, Cold Spring                                                    | |
| Stearns                                   | St. Joseph Township                  | 164,51 | 264,76 | 164                                            | MN 23 (en) – Saint Cloud, Rockville, Waite Park, Paynesville                        | Indiqué sortie 164A (Rockville [est] et Paynesville [ouest]) et 164B (Saint Cloud [est] et Waite Park [ouest])                             |
| Stearns                                   | Saint Cloud                          | 167,14 | 268,98 | 167                                            | MN 15 (en) – Saint Cloud, Rockville, Waite Park, Paynesville                        | Indiqué sortie 167A (sud) et 167B (nord)                                                                                                   |
| Stearns                                   | Saint Cloud                          | 171,22 | 275,56 | 171                                            | CSAH 7 / CSAH 75 – St. Augusta, Saint Cloud                                         | |
| Stearns                                   | Saint Cloud                          | 173,67 | 279,50 | 173                                            | Opportunity Drive                                                                   | |
| Wright                                    | Clearwater                           | 178,95 | 288,00 | 178                                            | MN 24 (en) – Clearwater, Annandale                                                  | |
| Wright                                    | Silver Creek Township                | 184,13 | 296,33 | 183                                            | CSAH 8 – Hasty, Silver Creek                                                        | |
| Wright                                    | Monticello                           | 194,08 | 312,33 | 193                                            | MN 25 (en) – Monticello, Buffalo                                                    | |
| Wright                                    | Monticello                           | 195,58 | 314,75 | 194                                            | CSAH 18 / CSAH 39 – Monticello                                                      | |
| Wright                                    | Albertville                          | 201,94 | 324,99 | 201                                            | CSAH 19 – Albertville, St. Michael                                                  | |
| Wright                                    | Albertville                          | 202,69 | 326,20 | 202                                            | CSAH 37 – Albertville                                                               | |
| Wright                                    | St. Michael                          | 205,68 | 331,01 | 205                                            | MN 241 (en) / CSAH 36 – St. Michael                                                 | |
| Hennepin                                  | Rogers                               | 208,35 | 335,31 | 207                                            | MN 101 (en) (North Bypass) / CSAH 81 – Elk River, Rogers                            | Indiqué sortie 207A (CR 81 sud / MN 101 nord) et 207B (MN 101 nord / North Bypass) en direction ouest                                      |
| Hennepin                                  | Dayton                               |        |        | 210                                            | Dayton Parkway                                                                      | |
| Hennepin                                  | Maple Grove                          |        |        | 212                                            | MN 610 (en) est                                                                     | Sortie direction est, entrée direction ouest                                                                                               |
| Hennepin                                  | Maple Grove                          | 214,37 | 344,99 | 213                                            | CSAH 30 (Maple Grove Parkway)                                                       | |
| Hennepin                                  | Maple Grove                          | 216,33 | 348,14 | 215                                            | CSAH 109 (Weaver Lake Road)                                                         | |
| Hennepin                                  | Maple Grove                          | 216,99 | 349,21 | 216                                            | I-494 sud / I-694 est                                                               | Terminus ouest du multiplex avec I-694; sortie 27 de l'I-494 et de l'I-694                                                                 |
| Hennepin                                  | Maple Grove                          | 218,08 | 350,97 | 28                                             | CSAH 61 (Hemlock Lane)                                                              | |
| Hennepin                                  | Limite Maple Grove–Brooklyn Park     | 219,60 | 353,42 | 29                                             | US 169                                                                              | Indiqué sortie 29A (sud) et 29B (nord) |
| Hennepin                                  | Brooklyn Park                        | 220,15 | 354,30 | 30                                             | Boone Avenue                                                                        | |
| Hennepin                                  | Brooklyn Park                        | 221,08 | 355,79 | 31                                             | CSAH 81 (Bottineau Boulevard)                                                       | |
| Hennepin                                  | Brooklyn Center                      | 223,10 | 359,05 | 33                                             | CSAH 152 (Brooklyn Boulevard)                                                       | |
| Hennepin                                  | Brooklyn Center                      | 224,26 | 360,91 | 34                                             | Shingle Creek Parkway vers MN 100 (en)                                              | |
| Hennepin                                  | Brooklyn Center                      | 223,82 | 360,20 | 225                                            | I-694 est / MN 252 (en) nord                                                        | Terminus est du multiplex avec I-694; sortie 35B de l'I-694 ouest                                                                          |
| Hennepin                                  | Minneapolis                          | 226,35 | 364,28 | 226                                            | 53rd Avenue North / 49th Avenue North                                               | |
| Hennepin                                  | Minneapolis                          | 228,52 | 367,77 | 228                                            | Dowling Avenue North                                                                | |
| Hennepin                                  | Minneapolis                          | 230,25 | 370,55 | 229                                            | CSAH 81 ouest (West Broadway Avenue) / CSAH 66 / CSAH 152 (North Washington Avenue) | Washington Avenue indiqué en direction ouest seulement                                                                                     |
| Hennepin                                  | Minneapolis                          | 231,35 | 372,32 | 230                                            | MN 55 (en) ouest (Olson Memorial Highway) / 4th Street North / 7th Street North     | Terminus ouest du multiplex avec MN 55 |
| Hennepin                                  | Minneapolis                          | 231,93 | 373,25 | 231A                                           | I-394 / US 12 ouest                                                                 | Terminus ouest du multiplex avec US 12; pas d'accès vers I-394 / US 12 est; sortie 8B de l'I-394                                           |
| Hennepin                                  | Minneapolis                          | 232,40 | 374,02 | Tunnel de Lowry Hill                           | Tunnel de Lowry Hill                                                                | Tunnel de Lowry Hill |
| Hennepin                                  | Minneapolis                          | 232,86 | 374,76 | 231B                                           | CSAH 22 sud (Lyndale Avenue) / Hennepin Avenue                                      | |
| Hennepin                                  | Minneapolis                          | 233,61 | 375,96 | 233B                                           | I-35W sud                                                                           | Sortie direction est, entrée direction ouest; sortie 16A de l'I-35W                                                                        |
| Hennepin                                  | Minneapolis                          | 233,74 | 376,16 | 233A                                           | 11th Street                                                                         | Sortie direction ouest, entrée direction est                                                                                               |
| Hennepin                                  | Minneapolis                          | 233,70 | 376,10 | 233C                                           | I-35W nord                                                                          | Sortie direction est, entrée direction ouest; sortie 16A de l'I-35W                                                                        |
| Hennepin                                  | Minneapolis                          |        |        |                                                | 5th Avenue                                                                          | Entrée direction est seulement |
| Hennepin                                  | Minneapolis                          | 233,90 | 376,43 | 233B                                           | I-35W sud                                                                           | Sortie direction ouest, entrée direction est; sortie 16B de l'I-35W                                                                        |
| Hennepin                                  | Minneapolis                          | 234,47 | 377,35 | 234A                                           | MN 55 (en) est (Hiawatha Avenue)                                                    | Terminus est du multiplex avec MN 55 |
| Hennepin                                  | Minneapolis                          | 234,47 | 377,35 | 234B                                           | 7th Street                                                                          | Sortie direction ouest, entrée direction est                                                                                               |
| Hennepin                                  | Minneapolis                          | 234,73 | 377,76 | 234C                                           | CSAH 152 (Cedar Avenue)                                                             | Sortie direction ouest, entrée direction est                                                                                               |
| Hennepin                                  | Minneapolis                          | 235,30 | 378,67 | 235A                                           | 25th Avenue / Riverside Avenue                                                      | |
| Hennepin                                  | Minneapolis                          | 235,72 | 379,35 | Pont Dartmouth au-dessus du fleuve Mississippi | Pont Dartmouth au-dessus du fleuve Mississippi                                      | Pont Dartmouth au-dessus du fleuve Mississippi                                                                                             |
| Hennepin                                  | Minneapolis                          | 235,95 | 379,73 | 235B                                           | Huron Boulevard                                                                     | |
| Ramsey                                    | Saint Paul                           | 237,08 | 381,55 | 236                                            | MN 280 (en) / University Avenue / Pelham Boulevard                                  | |
| Ramsey                                    | Saint Paul                           | 237,76 | 382,63 | 237                                            | Cretin Avenue / Vandalia Street                                                     | |
| Ramsey                                    | Saint Paul                           | 239,07 | 384,74 | 238                                            | MN 51 (en) / Snelling Avenue                                                        | |
| Ramsey                                    | Saint Paul                           | 239,56 | 385,54 | 239A                                           | Hamline Avenue                                                                      | Sortie direction ouest seulement |
| Ramsey                                    | Saint Paul                           | 240,06 | 386,34 | 239B                                           | CSAH 51 (Lexington Parkway)                                                         | |
| Ramsey                                    | Saint Paul                           | 241,06 | 387,95 | 240                                            | CSAH 53 (Dale Street)                                                               | |
| Ramsey                                    | Saint Paul                           | 241,87 | 389,25 | 241A                                           | CSAH 56 nord (Marion Street) / Kellogg Boulevard – Capitole d'État                  | |
| Ramsey                                    | Saint Paul                           | 242,04 | 389,52 | 241B                                           | 10th Street / 5th Street                                                            | Sortie direction est, entrée direction ouest                                                                                               |
| Ramsey                                    | Saint Paul                           | 242,05 | 389,53 | 242A                                           | 12th Street – Capitole d'État                                                       | Sortie direction ouest, entrée direction est                                                                                               |
| Ramsey                                    | Saint Paul                           | 242,25 | 389,87 | 241C                                           | I-35E sud                                                                           | Terminus ouest du multiplex avec I-35E; sortie direction ouest, entrée direction est; sortie 107B de l'I-35E nord                          |
| Ramsey                                    | Saint Paul                           | 242,77 | 390,70 | 242B                                           | I-35E nord / US 10 ouest                                                            | Terminus est du multiplex avec I-35E; terminus ouest du multiplex avec US 10; sortie 107A de l'I-35E sud                                   |
| Ramsey                                    | Saint Paul                           | 243,07 | 391,18 | 242C                                           | 7th Street                                                                          | Sortie direction est seulement |
| Ramsey                                    | Saint Paul                           | 243,45 | 391,79 | 242D                                           | US 52 sud / 6th Street                                                              | Terminus est du multiplex avec US 52; 6th non-indiqué en direction est                                                                     |
| Ramsey                                    | Saint Paul                           | 244,07 | 392,79 | 243                                            | US 61 nord (Mounds Boulevard) / Kellogg Boulevard                                   | Terminus ouest du multiplex avec US 61 |
| Ramsey                                    | Saint Paul                           | 245,57 | 395,20 | 244                                            | US 10 est / US 61 sud                                                               | Terminus est du multiplex avec US 10 / US 61                                                                                               |
| Ramsey                                    | Saint Paul                           | 246,37 | 396,49 | 245                                            | CSAH 65 (White Bear Avenue)                                                         | |
| Ramsey                                    | Saint Paul                           | 246,87 | 397,29 | 246A                                           | Ruth Street                                                                         | Sortie direction est, entrée direction ouest                                                                                               |
| Ramsey                                    | Limite Saint Paul–Maplewood          | 247,37 | 398,10 | 246                                            | CSAH 68 (McKnight Road)                                                             | |
| Ramsey                                    | Maplewood                            | 248,33 | 399,65 | 247                                            | MN 120 (en) nord / CSAH 23 sud / Century Avenue                                     | |
| Washington                                | Limite Woodbury–Oakdale              | 249,45 | 401,45 | 249                                            | I-494 sud / I-694 nord                                                              | Sortie 58A-B de l'I-494 / I-694 |
| Washington                                | Limite Woodbury–Lake Elmo            | 250,84 | 403,69 | 250                                            | CSAH 13 (Inwood Avenue, Radio Drive)                                                | |
| Washington                                | Limite Woodbury–Lake Elmo            | 251,38 | 404,55 | 251                                            | CSAH 19 (Keats Avenue, Woodbury Drive)                                              | |
| Washington                                | Limite Woodbury–Lake Elmo            | 253,38 | 407,77 | 253                                            | MN 95 (en) sud / CSAH 15 (Manning Avenue)                                           | Terminus ouest du multiplex avec MN 95 |
| Washington                                | Lakeland                             | 258,92 | 416,67 | 258                                            | MN 95 (en) nord / CSAH 18 – Stillwater                                              | Terminus est du multiplex avec MN 95 |
| Rivière Sainte-Croix                      | Rivière Sainte-Croix                 | 259,66 | 419,89 |                                                | I-94 / US 12 est – Madison                                                          | Continue au Wisconsin |
| - Terminus de multiplex - Accès incomplet |                                      |        |        |                                                |                                                                                     | |

### Wisconsin
| Interstate 94                             |                                 |        |        |        | | |
| Comté                                     | Municipalité                    | mi     | km     | Sortie | Intersections / Destinations                                                                       | Notes |
| Rivière Sainte-Croix                      | Rivière Sainte-Croix            | 0,00   | 0,00   |        | I-94 / US 12 ouest – Saint Paul, Minneapolis                                                       | Continue au Minnesota                                                                                                   |
| Sainte-Croix                              | Hudson                          | 0,57   | 0,92   | 1      | WIS 35 (en) nord – Hudson                                                                          | Terminus ouest du multiplex avec WIS 35                                                                                 |
| Sainte-Croix                              | Hudson                          |        |        |        | Coulee Road                                                                                        | Entrée direction ouest seulement                                                                                        |
| Sainte-Croix                              | Hudson                          | 2,13   | 3,43   | 2      | CTH-F (Carmichael Road)                                                                            | |
| Sainte-Croix                              | Hudson                          | 3,20   | 5,15   | 3      | WIS 35 (en) sud – Hudson, River Falls                                                              | Terminus est du multiplex avec WIS 35                                                                                   |
| Sainte-Croix                              | Hudson                          | 3,96   | 6,37   | 4      | US 12 est / CTH-U – Somerset                                                                       | Terminus est du multiplex avec US 12                                                                                    |
| Sainte-Croix                              | Warren                          | 10,12  | 16,29  | 10     | WIS 65 (en) – Roberts, River Falls, New Richmond                                                   | |
| Sainte-Croix                              | Rush River                      | 16,62  | 26,75  | 16     | CTH-T – Hammond                                                                                    | |
| Sainte-Croix                              | Eau Galle                       | 19,66  | 31,64  | 19     | US 63 – Baldwin, Ellsworth                                                                         | |
| Sainte-Croix                              | Woodville                       | 24,41  | 39,28  | 24     | CTH-B – Woodville, Spring Valley                                                                   | |
| Sainte-Croix                              | Cady                            | 28,41  | 45,72  | 28     | WIS 128 (en) – Glenwood City, Elmwood, Spring Valley                                               | |
| Dunn                                      | Lucas                           | 32,57  | 52,42  | 32     | CTH-Q – Knapp                                                                                      | |
| Dunn                                      | Menomonie                       | 41,78  | 67,24  | 41     | WIS 25 (en) – Menomonie, Barron                                                                    | |
| Dunn                                      | Red Cedar                       | 45,65  | 73,47  | 45     | CTH-B – Menomonie                                                                                  | |
| Dunn                                      | Elk Mound                       | 52,05  | 83,77  | 52     | US 12 / WIS 29 (en) vers WIS 40 (en) – Chippewa Falls, Wausau, Colfax, Elk Mound                   | |
| Eau Claire                                | Union                           | 58,95  | 94,87  | 59     | WIS 312 (en) est / CTH-EE vers US 12 – Eau Claire, Chippewa Falls, Elk Mound                       | |
| Eau Claire                                | Brunswick                       | 64,79  | 104,27 | 65     | WIS 37 (en) – Mondovi, Eau Claire                                                                  | |
| Eau Claire                                | Eau Claire                      | 68,65  | 110,48 | 68     | WIS 93 (en) – Eau Claire, Eleva                                                                    | |
| Eau Claire                                | Washington                      | 70,48  | 113,43 | 70     | US 53 – Eau Claire, Chippewa Falls, Superior                                                       | |
| Eau Claire                                | Clear Creek                     | 81,03  | 130,41 | 81     | CTH-HH – Foster, Fall Creek                                                                        | |
| Trempealeau                               | Sumner                          | 88,09  | 141,77 | 88     | US 10 – Augusta, Osseo, Fairchild                                                                  | |
| Jackson                                   | Northfield                      | 98,27  | 158,15 | 98     | WIS 121 (en) / CTH-FF – Alma Center, Pigeon Falls                                                  | |
| Jackson                                   | Hixton                          | 105,12 | 169,17 | 105    | WIS 95 (en) / CTH-FF – Hixton, Alma Center                                                         | |
| Jackson                                   | Black River Falls               | 114,83 | 184,80 | 115    | US 12 / WIS 27 (en) – Black River Falls, Merrillan                                                 | |
| Jackson                                   | Brockway                        | 116,17 | 196,96 | 116    | WIS 54 (en) – Black River Falls, Wisconsin Rapids                                                  | |
| Jackson                                   | Millston                        | 127,86 | 205,77 | 128    | CTH-O – Millston                                                                                   | |
| Monroe                                    | Lincoln                         | 135,29 | 217,73 | 135    | CTH-EW – Warrens                                                                                   | |
| Monroe                                    | LaGrange                        | 143,06 | 230,23 | 143    | US 12 – Tomah                                                                                      | Pas de sortie en direction ouest                                                                                        |
| Monroe                                    | LaGrange                        | 143,06 | 230,23 | 143    | WIS 21 (en) – Necedah, Wyeville                                                                    | Pas de sortie en direction est                                                                                          |
| Monroe                                    | LaGrange                        | 145,05 | 233,44 | 145    | Industrial Avenue – Tomah                                                                          | |
| Monroe                                    | Tomah                           | 146,90 | 236,41 | 147    | I-90 ouest – La Crosse, Tomah, Albert Lea                                                          | Terminus ouest du multiplex avec I-90; sortie 45 de l'I-90 est                                                          |
| Monroe                                    | Oakdale                         | 150,40 | 242,05 | 48     | CTH-PP – Oakdale                                                                                   | |
| Juneau                                    | Camp Douglas                    | 156,83 | 252,39 | 55     | CTH-C – Camp Douglas, Volk Field                                                                   | |
| Juneau                                    | New Lisbon                      | 163,26 | 262,74 | 61     | WIS 80 (en) – New Lisbon                                                                           | |
| Juneau                                    | Lemonweir                       | 169,51 | 272,80 | 69     | WIS 82 (en) – Mauston, Oxford                                                                      | |
| Juneau                                    | Lyndon Station                  | 180,77 | 290,92 | 79     | CTH-HH – Lyndon Station                                                                            | |
| Juneau                                    | Lyndon                          | 187,20 | 301,27 | 85     | US 12 / WIS 16 (en) – Wisconsin Dells                                                              | |
| Sauk                                      | Wisconsin Dells                 | 189,07 | 304,28 | 87     | WIS 13 (en) nord – Wisconsin Dells                                                                 | |
| Sauk                                      | Lake Delton                     | 191,60 | 308,35 | 89     | WIS 23 (en) – Lake Delton, Reedsburg                                                               | |
| Sauk                                      | Delton                          | 193,93 | 312,10 | 92     | US 12 – Baraboo, Lake Delton                                                                       | |
| Columbia                                  | Caledonia                       | 207,53 | 333,99 | 106    | WIS 33 (en) – Portage, Baraboo                                                                     | |
| Columbia                                  | Caledonia                       | 209,94 | 337,87 | 108A   | WIS 78 (en) sud – Merrimac                                                                         | |
| Columbia                                  | Caledonia                       | 209,94 | 337,87 | 108B   | I-39 nord – Wausau                                                                                 | Terminus ouest du multiplex avec I-39; sortie 84 de l'I-39 sud                                                          |
| Columbia                                  | Dekorra                         | 217,01 | 349,24 | 115    | CTH-CS – Poynette, Lake Wisconsin                                                                  | |
| Columbia                                  | Arlington                       | 221,00 | 355,67 | 119    | WIS 60 (en) – Lodi, Arlington, Columbus                                                            | |
| Dane                                      | Vienna                          | 228,05 | 367,01 | 126    | CTH-V – Dane, DeForest                                                                             | |
| Dane                                      | Windsor                         | 232,26 | 373,79 | 131    | WIS 19 (en) – Waunakee, Sun Prairie                                                                | |
| Dane                                      | Burke                           | 233,78 | 376,23 | 132    | US 51 – Madison, DeForest                                                                          | |
| Dane                                      | Madison                         | 237,01 | 381,43 | 135A   | US 151 sud – Madison                                                                               | |
| Dane                                      | Madison                         | 237,01 | 381,43 | 135B   | US 151 nord – Sun Prairie                                                                          | |
| Dane                                      | Madison                         | 237,25 | 381,82 | 135C   | High Crossing Boulevard                                                                            | Sortie direction ouest, entrée direction est                                                                            |
| Dane                                      | Madison                         | 239,04 | 384,70 | —      | I-39 sud / I-90 est – Chicago                                                                      | Terminus est du multiplex avec I-39 / I‑90; sortie 138A de l'I-90 ouest                                                 |
| Dane                                      | Madison                         | 239,73 | 385,81 | 240    | WIS 30 (en) ouest – Madison                                                                        | Sortie direction ouest, entrée direction est                                                                            |
| Dane                                      | Sun Prairie                     | 243,71 | 392,21 | 244    | CTH-N – Cottage Grove, Sun Prairie                                                                 | |
| Dane                                      | Deerfield                       | 249,58 | 401,66 | 250    | WIS 73 (en) – Marshall, Deerfield                                                                  | |
| Jefferson                                 | Lake Mills                      | 258,65 | 416,26 | 259    | WIS 89 (en) – Lake Mills, Waterloo, Jefferson                                                      | |
| Jefferson                                 | Johnson Creek                   | 266,18 | 428,38 | 267    | WIS 26 (en) – Johnson Creek, Watertown                                                             | |
| Jefferson                                 | Concord                         | 275,00 | 442,57 | 275    | CTH-F – Sullivan, Ixonia                                                                           | |
| Jefferson                                 | Concord                         | 276,96 | 445,72 | 277    | Willow Glen Road                                                                                   | Sortie direction est, entrée direction ouest                                                                            |
| Waukesha                                  | Oconomowoc                      | 281,20 | 452,55 | 282    | WIS 67 (en) – Dousman, Oconomowoc                                                                  | |
| Waukesha                                  | Summit                          | 282,77 | 455,07 | 283    | CTH-P (Sawyer Road)                                                                                | |
| Waukesha                                  | Delafield                       | 284,76 | 458,28 | 285    | CTH-C – Delafield                                                                                  | |
| Waukesha                                  | Delafield                       | 286,38 | 460,88 | 287    | WIS 83 (en) – Hartland, Wales                                                                      | |
| Waukesha                                  | Delafield                       | 289,90 | 466,55 | 290    | CTH-SS nord – Pewaukee                                                                             | |
| Waukesha                                  | Pewaukee                        | 290,81 | 468,01 | 291    | WIS 318 (en) / CTH-G / CTH-TT – Waukesha, Pewaukee                                                 | |
| Waukesha                                  | Waukesha                        | 292,36 | 470,51 | 293    | CTH-T – Waukesha, Pewaukee                                                                         | |
| Waukesha                                  | Waukesha                        | 292,73 | 471,10 | 293C   | WIS 16 (en) ouest – Pewaukee                                                                       | Sortie direction ouest, entrée direction est                                                                            |
| Waukesha                                  | Pewaukee                        | 293,89 | 472,97 | 294    | WIS 164 (en) nord / CTH-J sud – Waukesha, Pewaukee                                                 | Terminus ouest du multiplex avec WIS 164                                                                                |
| Waukesha                                  | Pewaukee                        | 294,81 | 474,45 | 295    | CTH-F – Waukesha, Sussex                                                                           | |
| Waukesha                                  | Brookfield                      | 296,68 | 477,46 | 297    | US 18 / WIS 164 (en) sud / CTH-JJ (Bluemound Road) / Barker Road – Waukesha                        | Terminus est du multiplex avec WIS 164                                                                                  |
| Waukesha                                  | Brookfield                      | 300,31 | 483,30 | 301    | CTH-O (Moorland Road)                                                                              | |
| Milwaukee                                 | West Allis                      | 303,41 | 488,29 | 304    | WIS 100 (en) (Mayfair Road / 108th Street)                                                         | Indiqué sortie 304A (WIS 100 sud) et 304B (WIS 100 nord) direction ouest                                                |
| Milwaukee                                 | Milwaukee                       | 304,01 | 489,26 | 305A   | I-41 sud / I-894 est / US 41 sud / US 45 sud (Zoo Freeway) – Chicago                               | Sortie 1A-B de l'I-41 nord / I-894 ouest                                                                                |
| Milwaukee                                 | Milwaukee                       | 304,01 | 489,26 | 305B   | I-41 nord / US 41 nord / US 45 nord (Zoo Freeway) – Fond du Lac                                    | Sortie 38A-B de l'I-41 sud                                                                                              |
| Milwaukee                                 | Milwaukee                       | 304,97 | 490,80 | 306    | WIS 181 (en) (84th Street)                                                                         | |
| Milwaukee                                 | Milwaukee                       | 305,88 | 492,27 | 307A   | 68th Street, 70th Street                                                                           | |
| Milwaukee                                 | Milwaukee                       | 306,55 | 493,34 | 307B   | Hawley Road                                                                                        | |
| Milwaukee                                 | Milwaukee                       | 306,97 | 494,02 | 308A   | Mitchell Boulevard – VA Center                                                                     | |
| Milwaukee                                 | Milwaukee                       | 307,38 | 494,68 | 308B   | WIS 175 (en) sud (Brewers Boulevard)                                                               | |
| Milwaukee                                 | Milwaukee                       | 307,38 | 494,68 | 308C   | WIS 175 (en) nord (Stadium Freeway)                                                                | |
| Milwaukee                                 | Milwaukee                       | 308,04 | 495,74 | 309A   | 35th Street                                                                                        | |
| Milwaukee                                 | Milwaukee                       | 308,66 | 496,74 | 309B   | 26th Street, St. Paul Avenue                                                                       | Sortie direction est, entrée direction ouest                                                                            |
| Milwaukee                                 | Milwaukee                       | 308,74 | 496,87 | 309B   | Clybourn Street, 25th Street                                                                       | Sortie direction ouest, entrée direction est                                                                            |
| Milwaukee                                 | Milwaukee                       | 309,48 | 498,06 | 310A   | 13th Street                                                                                        | Sortie direction est seulement                                                                                          |
| Milwaukee                                 | Milwaukee                       | 309,99 | 498,88 | 310B   | I-43 nord (North-South Freeway) – Green Bay                                                        | Terminus ouest du multiplex avec I-43; sortie 72D de l'I-43 sud                                                         |
| Milwaukee                                 | Milwaukee                       | 310,16 | 499,15 | 310C   | I-794 (East-West Freeway) – Lakefront, Port de Milwaukee                                           | Sortie 1C de l'I-794 |
| Milwaukee                                 | Milwaukee                       | 310,60 | 499,86 | 311    | WIS 59 (en) (National Avenue) / 6th Street                                                         | |
| Milwaukee                                 | Milwaukee                       | 311,17 | 500,78 | 312A   | Greenfield Avenue, Lapham Boulevard, Mitchell Street                                               | |
| Milwaukee                                 | Milwaukee                       | 312,09 | 502,26 | 312B   | Becher Street, Lincoln Avenue, Mitchell Street                                                     | |
| Milwaukee                                 | Milwaukee                       | 313,56 | 504,63 | 314A   | Holt Avenue                                                                                        | |
| Milwaukee                                 | Milwaukee                       | 314,13 | 505,54 | 314B   | Howard Avenue                                                                                      | |
| Milwaukee                                 | Milwaukee                       | 315,40 | 507,59 | 316    | I-41 nord (Airport Freeway) / I-43 sud / I-894 ouest / US 41 nord / – Beloit, Madison, Fond du Lac | Terminus est du multiplex avec I-43; terminus ouest du multiplex avec I-41 / US 41; sortie 10 de l'I-41 sud / I-43 nord |
| Milwaukee                                 | Milwaukee                       | 315,78 | 508,20 | 317    | CTH-Y (Layton Avenue)                                                                              | |
| Milwaukee                                 | Milwaukee                       | 317,17 | 510,44 | 318    | WIS 119 (en) – Aéroport international de Milwaukee                                                 | |
| Milwaukee                                 | Milwaukee                       | 317,86 | 511,55 | 319    | CTH-ZZ (College Avenue)                                                                            | |
| Milwaukee                                 | Oak Creek                       | 318,82 | 513,09 | 320    | CTH-BB (Rawson Avenue)                                                                             | |
| Milwaukee                                 | Oak Creek                       | 319,83 | 514,72 | 321    | Drexel Avenue                                                                                      | |
| Milwaukee                                 | Oak Creek                       | 321,84 | 517,95 | 322    | WIS 100 (en) (Ryan Road)                                                                           | |
| Milwaukee                                 | Oak Creek                       |        |        | 324    | Elm Road vers WIS 241 (en)                                                                         | |
| Racine                                    | Limite Raymond–Caledonia        | 325,04 | 523,10 | 326    | Seven Mile Road                                                                                    | |
| Racine                                    | Limite Raymond–Caledonia        | 326,56 | 525,55 | 327    | CTH-G (5½ Mile Road) – Caledonia                                                                   | |
| Racine                                    | Limite Raymond–Caledonia        | 328,55 | 528,75 | 329    | CTH-K – Racine, Caledonia                                                                          | |
| Racine                                    | Limite Yorkville–Mount Pleasant | 332,21 | 534,64 | 333    | WIS 20 (en) – Waterford, Racine                                                                    | |
| Racine                                    | Sylvania                        | 334,22 | 537,87 | 335    | WIS 11 (en) – Burlington, Racine                                                                   | |
| Limite Kenosha–Racine                     | Kellogg's Corner                | 336,10 | 540,90 | 337    | CTH-KR – Mount Pleasant                                                                            | |
| Kenosha                                   | Town of Paris                   | 338,12 | 544,15 | 339    | CTH-E – Somers                                                                                     | |
| Kenosha                                   | Somers                          | 339,89 | 547,00 | 340    | WIS 142 (en) / CTH-S – Burlington, Kenosha                                                         | |
| Kenosha                                   | Somers                          | 341,64 | 549,82 | 342    | WIS 158 (en) – Kenosha                                                                             | |
| Kenosha                                   | Kenosha                         | 343,18 | 552,29 | 344    | WIS 50 (en) – Kenosha, Lake Geneva                                                                 | |
| Kenosha                                   | Pleasant Prairie                | 344,82 | 554,93 | 345    | CTH-C                                                                                              | |
| Kenosha                                   | Pleasant Prairie                | 346,20 | 557,15 | 347    | WIS 165 (en) / CTH-Q (Lakeview Parkway)                                                            | |
| Kenosha                                   | Pleasant Prairie                | 348,23 | 560,42 |        | I-41 sud / I-94 est / US 41 sud – Chicago                                                          | Continue en Illinois |
| - Terminus de multiplex - Accès incomplet |                                 |        |        |        | | |

### Illinois
| Interstate 94                                                           |                                        |       |        |                                | | |
| Comté                                                                   | Municipalité                           | mi    | km     | Sortie                         | Intersections / Destinations                                                                                               | Notes |
| Lake                                                                    | Newport Township                       | 0,00  | 0,00   |                                | I-41 nord / I-94 ouest / US 41 nord – Milwaukee                                                                            | Continue au Wisconsin |
| Lake                                                                    | Newport Township                       | 0,56  | 0,90   | 1A                             | CR A1 (Russell Road) | Indiqué sortie 1 en direction ouest |
| Lake                                                                    | Newport Township                       | 0,96  | 1,54   | 1B                             | US 41 sud (Skokie Highway) vers IL 173 (en) – Waukegan I-41 FIN                                                            | Terminus est du multiplex avec I-41 / US 41; sortie direction est, entrée direction ouest |
| Lake                                                                    | Zion                                   | 2,36  | 3,80   | 2                              | IL 173 (en) (Rosecrans Road)                                                                                               | Sortie direction ouest, entrée direction est |
| Lake                                                                    | Wadsworth                              | 4,90  | 7,89   | Poste de péage de Waukegan     | Poste de péage de Waukegan                                                                                                 | Poste de péage de Waukegan |
| Lake                                                                    | Gurnee                                 | 8,48  | 13,65  | 8                              | IL 132 (en) (Grand Avenue)                                                                                                 | Indiqué sortie 8A (ouest) et 8B (est) |
| Lake                                                                    | Gurnee                                 | 10,21 | 16,43  | 10                             | IL 21 (en) (Milwaukee Avenue)                                                                                              | Sortie direction est, entrée direction ouest |
| Lake                                                                    | Gurnee                                 | 11,83 | 18,07  | 11                             | IL 120 (en) (Belvidere Road)                                                                                               | Sortie direction ouest, entrée direction est; indiqué sortie 11A (est) et 11B (ouest) |
| Lake                                                                    | North Chicago                          | 13,85 | 22,29  | 13                             | IL 137 (en) (Buckley Road)                                                                                                 | Péage sortie direction est et entrée direction ouest |
| Lake                                                                    | Libertyville                           | 16,11 | 25,93  | 16                             | IL 176 (en) (Rockland Road)                                                                                                | Sortie direction ouest, entrée direction est |
| Lake                                                                    | Lake Forest                            | 18,07 | 29,08  | Aire de service de Lake Forest | Aire de service de Lake Forest                                                                                             | Aire de service de Lake Forest |
| Lake                                                                    | Lake Forest                            | 19,03 | 30,63  | 19                             | IL 60 (en) (Town Line Road)                                                                                                | Péage sortie direction est et entrée direction ouest |
| Lake                                                                    | Lincolnshire                           | 21,88 | 35,21  | 21                             | IL 22 (Half Day Road) | Péage sortie direction est et entrée direction ouest |
| Lake                                                                    | Deerfield                              | 24,31 | 39,12  | 24                             | Deerfield Road | Sortie direction ouest, entrée direction est |
| Limite Lake–Cook                                                        | Limite Deerfield–Northbrook            | 25,32 | 40,75  | 25A                            | Lake Cook Road | Péage sortie direction est et entrée direction ouest; sortie direction ouest et entrée direction est via I-294 |
| Limite Lake–Cook                                                        | Limite Deerfield–Northbrook            | 24,91 | 40,09  | 25B                            | I-294 Toll sud (Tri-State Tollway sud) – Indiana, O'Hare                                                                   | Sortie direction est, entrée direction ouest; terminus nord de l'I-294; terminus ouest de Edens Spur |
| Cook                                                                    | Northbrook                             | 26,44 | 42,55  | Poste de péage de Edens Spur   | Poste de péage de Edens Spur                                                                                               | Poste de péage de Edens Spur |
| Cook                                                                    | Northbrook                             | 27,84 | 44,80  | 27                             | IL 43 (en) (Waukegan Road)                                                                                                 | Sortie direction est, entrée direction ouest |
| Cook                                                                    | Northbrook                             | 29,96 | 48,22  | 29                             | US 41 nord (Skokie Highway) – Waukegan                                                                                     | Terminus ouest du multiplex avec US 41; sortie direction ouest, entrée direction est; terminus ouest d'Edens Expressway |
| Cook                                                                    | Northbrook                             | 30,23 | 48,65  | 30                             | IL 68 (en) ouest (Dundee Road)                                                                                             | Sortie direction ouest, entrée direction est; indiqué sortie 30A (ouest) et 30B (est) |
| Cook                                                                    | Northfield                             | 31,92 | 51,37  | 31                             | Tower Road | Sortie direction est, entrée direction ouest |
| Cook                                                                    | Northfield                             | 33,04 | 53,17  | 33                             | Willow Road | Sortie direction ouest, entrée direction est; indiqué sortie 33A (ouest) et 33B (est) |
| Cook                                                                    | Wilmette                               | 33,95 | 54,64  | 34A                            | US 41 sud (Skokie Road) | Terminus est multiplex avec US 41; sortie direction est, entrée direction ouest |
| Cook                                                                    | Wilmette                               | 34,58 | 55,65  | 34B-C                          | Lake Avenue | Sortie direction ouest, entrée direction est; indiqué sortie 34B (ouest) et 34C (est) |
| Cook                                                                    | Skokie                                 | 35,84 | 57,68  | 35                             | Old Orchard Road | |
| Cook                                                                    | Skokie                                 | 37,38 | 60,16  | 37                             | IL 58 (en) (Dempster Street)                                                                                               | Indiqué sortie 37A (ouest) et 37B (est) |
| Cook                                                                    | Limite Skokie–Lincolnwood              | 39,87 | 64,16  | 39                             | Touhy Avenue | Indiqué sortie 39A (ouest) et 39B (est) |
| Cook                                                                    | Chicago                                | 41,37 | 66,58  | 41A                            | US 14 ouest (Caldwell Avenue)                                                                                              | Sortie direction ouest, entrée direction est |
| Cook                                                                    | Chicago                                | 41,37 | 66,58  | 41B                            | US 14 est (Peterson Avenue)                                                                                                | |
| Cook                                                                    | Chicago                                | 41,91 | 67,45  | 41C                            | IL 50 (en) sud (Cicero Avenue) vers I-90 ouest / Foster Avenue – O'Hare                                                    | Sortie direction est seulement |
| Cook                                                                    | Chicago                                | 42,49 | 68,38  | 42                             | Foster Avenue | Sortie et entrée en direction ouest |
| Cook                                                                    | Chicago                                | 43,25 | 69,60  | 43A                            | Wilson Avenue | |
| Cook                                                                    | Chicago                                | 43,26 | 69,62  | 43B                            | I-90 ouest (Kennedy Expressway ouest) – Rockford, O'Hare                                                                   | Terminus ouest du multiplex avec I-90; sortie direction ouest, entrée direction est; terminus ouest des voies express réversibles; terminus est d'Edens Expressway                                                         |
| Cook                                                                    | Chicago                                | 43,55 | 70,09  | 43C                            | Montrose Avenue | Sortie direction ouest, entrée direction est |
| Cook                                                                    | Chicago                                | 43,81 | 70,51  | 43D                            | Kostner Avenue | Sortie direction ouest seulement |
| Cook                                                                    | Chicago                                | 44,17 | 71,08  | 44A                            | IL 19 (en) (Irving Park Road) / Keeler Avenue                                                                              | Pas de sortie en direction ouest |
| Cook                                                                    | Chicago                                | 44,40 | 71,45  | 44B                            | IL 19 (en) (Irving Park Road) / Pulaski Road                                                                               | Sortie direction ouest, entrée direction est |
| Cook                                                                    | Chicago                                | 45,12 | 72,61  | 45A                            | Addison Street | |
| Cook                                                                    | Chicago                                | 45,55 | 73,31  | 45B                            | Kimball Avenue | |
| Cook                                                                    | Chicago                                | 45,86 | 73,80  | 45C                            | Belmont Avenue / Kedzie Avenue                                                                                             | Sortie direction ouest, entrée direction est |
| Cook                                                                    | Chicago                                | 46,42 | 74,71  | —                              | Sacramento Avenue | Entrée en direction est |
| Cook                                                                    | Chicago                                | 46,57 | 74,95  | 46A                            | California Avenue | Sortie direction est, entrée direction ouest |
| Cook                                                                    | Chicago                                | 46,74 | 75,22  | 46B                            | Diversey Avenue | Sortie direction ouest, entrée direction est |
| Cook                                                                    | Chicago                                | 47,31 | 76,14  | 47A                            | Western Avenue / Fullerton Avenue                                                                                          | Sortie direction ouest, entrée direction est |
| Cook                                                                    | Chicago                                | 47,86 | 77,02  | 47B                            | Damen Avenue | Sortie direction ouest, entrée direction est |
| Cook                                                                    | Chicago                                | 48,30 | 77,73  | 48A                            | Armitage Avenue | |
| Cook                                                                    | Chicago                                | 48,88 | 78,66  | 48B                            | IL 64 (en) (North Avenue)                                                                                                  | |
| Cook                                                                    | Chicago                                | 49,44 | 79,57  | 49A                            | Division Street | |
| Cook                                                                    | Chicago                                | 49,69 | 79,97  | 49B                            | Augusta Boulevard / Milwaukee Avenue                                                                                       | Sortie direction ouest, entrée direction est |
| Cook                                                                    | Chicago                                | 50,18 | 80,76  | 50A                            | Ogden Avenue | Sortie direction est, entrée direction ouest |
| Cook                                                                    | Chicago                                | 50,40 | 81,11  | 50B                            | Ohio Street | Terminus est des voies express réversivbles |
| Cook                                                                    | Chicago                                | 50,97 | 82,03  | 51A                            | Lake Street | Sortie direction ouest, entrée direction est |
| Cook                                                                    | Chicago                                | 51,05 | 82,16  | 51B                            | Randolph Street ouest | |
| Cook                                                                    | Chicago                                | 51,12 | 82,27  | 51C                            | Washington Boulevard est                                                                                                   | Sorties seulement |
| Cook                                                                    | Chicago                                | 51,22 | 82,43  | 51D                            | Madison Street | |
| Cook                                                                    | Chicago                                | 51,31 | 82,58  | 51E                            | Monroe Street | Sortie direction est seulement |
| Cook                                                                    | Chicago                                | 51,40 | 82,72  | 51F                            | Adams Street ouest | Sortie direction est, entrée direction ouest |
| Cook                                                                    | Chicago                                | 51,49 | 82,87  | 51G                            | Jackson Boulevard est | Sortie direction est, entrée direction ouest |
| Cook                                                                    | Chicago                                | 51,50 | 82,88  | 51H                            | I-290 ouest / IL 110 (CKC) (en) ouest (Eisenhower Expressway) – Aurora                                                     | Terminus sud-est de la Kennedy Expressway; terminus nord de la Dan Ryan Expressway; terminus est de l'I‑290 / IL 110 |
| Cook                                                                    | Chicago                                | 51,50 | 82,88  | 51I                            | Ida B. Wells Drive – Chicago Loop                                                                                          | Terminus sud-est de la Kennedy Expressway; terminus nord de la Dan Ryan Expressway; terminus est de l'I‑290 / IL 110 |
| Cook                                                                    | Chicago                                | 52,13 | 83,90  | 51J                            | Taylor Street / Roosevelt Road                                                                                             | Sortie direction est, entrée direction ouest |
| Cook                                                                    | Chicago                                | 52,35 | 84,25  | 52B                            | Roosevelt Road / Taylor Street                                                                                             | Sortie direction ouest, entrée direction est |
| Cook                                                                    | Chicago                                | 53,00 | 85,30  | 52C                            | 18th Street | Sortie direction est, entrée direction ouest |
| Cook                                                                    | Chicago                                | 53,26 | 85,71  | 53A                            | Canalport Avenue / Cermak Road                                                                                             | Sortie direction ouest, entrée direction est |
| Cook                                                                    | Chicago                                | 54,82 | 88,22  | 53B-C                          | I-55 sud (Stevenson Expressway) – Saint-Louis I-55 nord (Stevenson Expressway) / 22nd Street – Lake Shore Drive, Chinatown | Indiqué sortie 53B (sud) et 53C (nord) en direction ouest; sortie 292 et 293B de l'I-55; terminus ouest des voies express                                                                                                  |
| Cook                                                                    | Chicago                                | 54,94 | 88,42  | 54                             | 31st Street | |
| Cook                                                                    | Chicago                                | 55,23 | 88,88  | 55A                            | 35th Street | |
| Cook                                                                    | Chicago                                | 55,76 | 89,74  | 55B                            | Pershing Road | |
| Cook                                                                    | Chicago                                | 56,22 | 90,48  | 56A                            | 43rd Street | |
| Cook                                                                    | Chicago                                | 56,75 | 91,33  | 56B                            | 47th Street | |
| Cook                                                                    | Chicago                                | 57,66 | 92,79  | 57                             | Garfield Boulevard | |
| Cook                                                                    | Chicago                                | 58,28 | 93,79  | 58A                            | 59th Street | Sortie direction ouest, entrée direction est |
| Cook                                                                    | Chicago                                | 58,78 | 94,60  | 58B                            | 53rd Street | Sortie direction est, entrée direction ouest |
| Cook                                                                    | Chicago                                | 59,11 | 95,13  | 59A                            | I-90 Toll est / Chicago Skyway est vers Indiana Toll Road                                                                  | Terminus est du multiplex avec I-90; sortie direction est, entrée direction ouest; terminus est des voies express |
| Cook                                                                    | Chicago                                | 59,36 | 95,53  | 59B                            | Marquette Road / 67th Street                                                                                               | Sortie direction ouest, entrée direction est |
| Cook                                                                    | Chicago                                | 59,87 | 96,35  | 59C                            | 71st Street | |
| Cook                                                                    | Chicago                                | 60,37 | 97,16  | 60A                            | 75th Street | Sortie direction est, entrée direction ouest |
| Cook                                                                    | Chicago                                | 60,48 | 97,33  | 60B                            | 76th Street | |
| Cook                                                                    | Chicago                                | 60,86 | 97,94  | 60C                            | 79th Street | |
| Cook                                                                    | Chicago                                | 61,36 | 98,75  | 61A                            | 83rd Street | |
| Cook                                                                    | Chicago                                | 61,87 | 99,57  | 61B                            | 87th Street | |
| Cook                                                                    | Chicago                                | 62,87 | 101,18 | 62                             | US 12 / US 20 (95th Street)                                                                                                | Sortie direction est, entrée direction ouest |
| Cook                                                                    | Chicago                                | 63,88 | 102,80 |                                | Michigan Avenue | Entrée direction ouest seulement |
| Cook                                                                    | Chicago                                | 63,88 | 102,80 | 63                             | I-57 sud – Memphis | Terminus nord de l'I-57; terminus est de la Dan Ryan Expressway; terminus ouest de la Bishop Ford Freeway |
| Cook                                                                    | Chicago                                | 64,53 | 103,85 | 65                             | Stony Island Avenue vers 95th et 103rd Street                                                                              | Sortie direction est, entrée direction ouest |
| Cook                                                                    | Chicago                                | 65,73 | 105,78 | 65                             | 103rd Street / Stony Island Avenue                                                                                         | Sortie direction ouest, entrée direction est |
| Cook                                                                    | Chicago                                | 66,18 | 106,51 | 66A                            | 111th Street | |
| Cook                                                                    | Chicago                                | 66,73 | 107,39 | 66B                            | 115th Street | |
| Cook                                                                    | Chicago                                | 68,67 | 110,51 | 68                             | 130th Street – Port international d'Illinois                                                                               | Indiqué sortie 68A (ouest) et 68B (est) |
| Cook                                                                    | Chicago                                | 69,76 | 112,27 | 69                             | Beaubien Woods Forest Preserve                                                                                             | Sortie direction est, entrée direction ouest |
| Cook                                                                    | Calumet City                           | 70,62 | 113,65 | 70                             | Dolton Avenue | Sortie direction est, entrée direction ouest; indiqué sortie 70A (ouest) et 70B (est) |
| Cook                                                                    | Calumet City                           | 71,42 | 114,94 | 71                             | IL 83 (en) (Sibley Boulevard)                                                                                              | Indiqué sortie 71A (ouest) et 71B (est) |
| Cook                                                                    | South Holland                          | 72,96 | 117,42 | 73                             | US 6 (159th Street) | Indiqué sortie 73A (ouest) et 73B (est) |
| Cook                                                                    | Limite South Holland–Thornton Township | 73,97 | 119,04 | 74B                            | I-80 Toll ouest / I-294 Toll nord (Tri-State Tollway) – Iowa, Wisconsin                                                    | Sortie direction est, entrée direction ouest; sortie 0 de l'I-294 |
| Cook                                                                    | Limite Thornton Township–Lansing       | 73,97 | 119,04 | 74A                            | IL 394 (en) sud (Calumet Expressway) – Danville                                                                            | Pas de numéro de sortie en direction ouest |
| Cook                                                                    | Lansing                                | 75,62 | 121,70 | 161                            | US 6 ouest / IL 83 (en) (Torrence Avenue)                                                                                  | Pas de sortie en direction ouest; numéro de sortie de l'I-80 |
| Cook                                                                    | Lansing                                | 76,51 | 123,13 | —                              | I-80 Toll ouest / I-294 Toll nord (Tri-State Tollway) – Iowa, Wisconsin US 6 ouest / IL 83 (en) (Torrence Avenue)          | Terminus ouest du multiplex avec I-80 / US 6; sortie direction ouest, entrée direction est; terminus est de la Bishop Ford Freeway; terminus ouest de la Kingery Expressway; terminus sud de l'I-294; sortie 160 de l'I-80 |
| Cook                                                                    | Lansing                                | 77,41 | 124,58 |                                | I-80 est / I-94 est / US 6 est (Borman Expressway) – Toledo, Détroit                                                       | Terminus est de la Kingery Expressway; continue en Indiana |
| - Terminus de multiplex - Péage - Accès incomplet - Transition de route |                                        |       |        |                                | | |

### Indiana
| Interstate 94                             |                      |       |       |        |                                                                                     | |
| Comté                                     | Municipalité         | mi    | km    | Sortie | Intersections / Destinations                                                        | Notes |
| Lake                                      | Munster              | 0,00  | 0,00  |        | I-80 ouest / I-94 ouest / US 6 ouest (Kingery Expressway) – Des Moines, Chicago     | Continue en Illinois |
| Lake                                      | Hammond              | 0,88  | 1,41  | 1      | US 41 nord (Calumet Avenue) – Hammond, Munster, Chicago                             | Terminus ouest du multiplex avec US 41; indiqué sortie 1A (sud) et 1B (nord)                                                   |
| Lake                                      | Hammond              | 2,38  | 3,84  | 2      | US 41 sud / SR 152 (en) nord (Indianapolis Boulevard) – Hammond, Highland           | Terminus est du multiplex avec US 41; indiqué sortie 2A (sud) et 2B (nord) en direction est                                    |
| Lake                                      | Hammond              | 3,35  | 5,39  | 3      | Kennedy Avenue                                                                      | Indiqué sortie 3A (sud) et 3B (nord) en direction est                                                                          |
| Lake                                      | Gary                 | 4,91  | 7,90  | 5      | SR 912 (en) (Cline Avenue) – East Chicago, Griffith                                 | Indiqué sortie 5A (sud) et 5B (nord); dessert l'Aéroport international de Gary/Chicago                                         |
| Lake                                      | Gary                 | 6,45  | 10,38 | 6      | Burr Street                                                                         | Indiqué sortie 6A (sud) et 6B (nord) en direction est                                                                          |
| Lake                                      | Gary                 | 8,89  | 14,31 | 9      | Grant Street                                                                        | |
| Lake                                      | Gary                 | 9,92  | 15,96 | 10     | SR 53 (en) (Broadway)                                                               | |
| Lake                                      | Gary                 | 10,86 | 17,47 | 11 12  | I-65 vers Indiana Toll Road – Indianapolis, Chicago                                 | Indiqué sortie 11 (sud) et 12 (nord) en direction est, sortie 12 en direction ouest; sortie 259A-B de l'I-65                   |
| Lake                                      | Lake Station         | 12,75 | 20,52 | 13     | Central Avenue                                                                      | Sortie direction est (via sortie 12), entrée direction ouest                                                                   |
| Lake                                      | Lake Station         | 15,16 | 24,39 | 15     | US 6 est / SR 51 (en) vers US 20 (Ripley Street)                                    | Terminus est du multiplex avec US 6; indiqué sortie 15A (sud / est) et 15B (nord); sortie 15B en direction ouest via sortie 16 |
| Lake                                      | Lake Station         | 15,67 | 25,21 | 16     | I-80 Toll est / I-90 Toll / Indiana Toll Road vers Chicago Skyway – Toledo, Chicago | Terminus est du multiplex avec I-80; sortie 21 de l'I-90                                                                       |
| Porter                                    | Portage              | 18,96 | 30,51 | 19     | SR 249 (en) – Port of Indiana, Portage                                              | |
| Porter                                    | Porter               | 22,36 | 35,98 | 22     | US 20 – Burns Harbor, Porter                                                        | Indiqué sortie 22A (ouest) et 22B (est)                                                                                        |
| Porter                                    | Chesterton           | 25,98 | 41,81 | 26     | SR 49 (en) – Chesterton, Valparaiso                                                 | Indiqué sortie 26A (sud) et 26B (nord)                                                                                         |
| LaPorte                                   | Coolspring Township  | 34,59 | 55,66 | 34     | US 421 – Westville, Michigan City                                                   | Indiqué sortie 34A (sud) et 34B (nord)                                                                                         |
| LaPorte                                   | Springfield Township | 39,93 | 64,27 | 40     | US 20 / US 35 – South Bend, Michigan City, La Porte                                 | Indiqué sortie 40\| (est/sud) et 40B (ouest/nord)                                                                              |
| LaPorte                                   | Springfield Township | 45,77 | 73,66 |        | I-94 est – Détroit                                                                  | Continue au Michigan |
| - Terminus de multiplex - Accès incomplet |                      |       |       |        |                                                                                     | |

### Michigan
| Interstate 94                                     |                                                  |        |        |                                                                   |                                                                                                   | |
| Comté                                             | Municipalité                                     | mi     | km     | Sortie                                                            | Intersections / Destinations                                                                      | Notes |
| Berrien                                           | New Buffalo                                      | 0,00   | 0,00   |                                                                   | I-94 ouest – Chicago                                                                              | Continue en Indiana |
| Berrien                                           | New Buffalo                                      | 1,45   | 2,33   | 1                                                                 | M-239 (en) sud (Harbor Country Drive) – New Buffalo                                               | New Buffalo indiqué en direction est seulement |
| Berrien                                           | New Buffalo                                      | 3,56   | 5,72   | 4                                                                 | US 12 / LMCT (en) – Three Oaks, Niles, New Buffalo                                                | Terminus ouest du multiplex avec LMCT; indiqué sortie 4A (est) et 4B (ouest); Three Oaks indiqué direction en est seulement                                                          |
| Berrien                                           | Limite township New Buffalo–Chikaming            | 6,23   | 10,03  | 6                                                                 | Union Pier                                                                                        | |
| Berrien                                           | Chikaming Township                               | 12,02  | 19,34  | 12                                                                | Sawyer                                                                                            | |
| Berrien                                           | Bridgman                                         | 15,56  | 25,04  | 16                                                                | Bridgman                                                                                          | |
| Berrien                                           | Stevensville                                     | 21,52  | 34,64  | 22                                                                | John Beers Road – Stevensville                                                                    | Stevensville indiqué en direction est seulement |
| Berrien                                           | Lincoln Township                                 | 23,36  | 37,59  | 23                                                                | I-94 BL est (Red Arrow Highway) / LMCT (en) – Saint-Joseph, Benton Harbor, Stevensville           | Terminus est du multiplex avec LMCT; Benton Benton Harbor et St. Joseph indiqués en direction est seulement; Stevensville et Red Arrow Highway indiqués en direction ouest seulement |
| Berrien                                           | St. Joseph Township                              | 26,96  | 43,38  | 27                                                                | M-63 (en) (Niles Avenue)                                                                          | |
| Berrien                                           | Benton Township                                  | 28,25  | 45,47  | 28                                                                | M-139 (en) (Scottdale Road)                                                                       | |
| Berrien                                           | Benton Township                                  | 29,50  | 47,47  | 29                                                                | Pipestone Road                                                                                    | |
| Berrien                                           | Benton Township                                  | 30,41  | 48,94  | 30                                                                | Napier Avenue                                                                                     | |
| Berrien                                           | Benton Township                                  | 32,35  | 52,06  | 33                                                                | US 31 sud – South Bend I-94 BL ouest (Main Street) – Benton Harbor                                | Terminus ouest du multiplex avec US 31; indiqué sortie 33A (US 31) et 33B (I-94 BL / Main Street)                                                                                    |
| Berrien                                           | Benton Township                                  | 34,14  | 54,95  | 34                                                                | I-196 nord / US 31 nord – South Haven, Holland, Grand Rapids                                      | Terminus est du multiplex avec US 31; terminus sud de l'I-196; Grand Rapids indiqué en direction est et South Haven indiqué en direction ouest seulement                             |
| Berrien                                           | Coloma Township                                  | 38,53  | 62,01  | 39                                                                | Millburg, Coloma                                                                                  | |
| Berrien                                           | Watervliet Township                              | 40,76  | 65,60  | 41                                                                | M-140 (en) – Watervliet, Niles                                                                    | |
| Van Buren                                         | Hartford Township                                | 45,76  | 73,65  | 46                                                                | Hartford                                                                                          | |
| Van Buren                                         | Lawrence Township                                | 51,73  | 83,25  | 52                                                                | Lawrence                                                                                          | |
| Van Buren                                         | Paw Paw Township                                 | 56,28  | 90,58  | 56                                                                | M-51 (en) – Decatur, Dowagiac                                                                     | |
| Van Buren                                         | Paw Paw                                          | 59,96  | 96,49  | 60                                                                | M-40 (en) – Paw Paw, Lawton                                                                       | |
| Van Buren                                         | Mattawan                                         | 65,83  | 105,94 | 66                                                                | Mattawan                                                                                          | |
| Kalamazoo                                         | Texas Township                                   | 71,59  | 115,22 | 72                                                                | 9th Street – Oshtemo                                                                              | |
| Kalamazoo                                         | Portage                                          | 73,59  | 118,43 | 74                                                                | US 131 – Kalamazoo, Grand Rapids, Three Rivers                                                    | Indiqué sortie 74A (sud) et 74B (nord); Kalamazoo indiqué en direction est seulement                                                                                                 |
| Kalamazoo                                         | Portage                                          | 74,85  | 120,45 | 75                                                                | Oakland Drive                                                                                     | |
| Kalamazoo                                         | Portage                                          | 76,11  | 122,48 | 76                                                                | Westnedge Avenue                                                                                  | |
| Kalamazoo                                         | Kalamazoo                                        | 77,75  | 125,13 | 78                                                                | Portage Road, Kilgore Road                                                                        | |
| Kalamazoo                                         | Limite Kalamazoo–Comstock Township               | 79,58  | 128,07 | 80                                                                | Sprinkle Road, Cork Street                                                                        | |
| Kalamazoo                                         | Comstock Township                                | 80,91  | 130,21 | 81                                                                | I-94 BS ouest (Main Street) – Centre-ville de Kalamazoo                                           | Sortie direction ouest, entrée direction est |
| Kalamazoo                                         | Comstock Township                                | 85,10  | 136,96 | 85                                                                | 35th Street – Augusta, Galesburg                                                                  | Galesburg et Augusta indiqués en direction est; 35th Street indiqué en direction ouest                                                                                               |
| Kalamazoo                                         | Charleston Township                              | 87,95  | 141,53 | 88                                                                | Climax, Galesburg                                                                                 | Climax indiqué en direction est; Galesburg indiqué en direction ouest |
| Calhoun                                           | Battle Creek                                     | 92,06  | 148,15 | 92                                                                | I-94 BL est / M-37 (en) – Springfield, Battle Creek, Augusta, Climax                              | |
| Calhoun                                           | Battle Creek                                     | 95,08  | 153,02 | 95                                                                | Helmer Road – Springfield                                                                         | |
| Calhoun                                           | Battle Creek                                     | 97,12  | 156,29 | 97                                                                | Capital Avenue                                                                                    | |
| Calhoun                                           | Limite Battle Creek–Emmett Township              | 98,24  | 158,10 | 98                                                                | I-194 nord / M-66 (en) sud – Sturgis, Centre-ville de Battle Creek                                | Indiqué sortie 98A (M-66 sud) et 98B (I‑194 / M-66 nord); terminus sud de l'I‑194; sortie 1 de l'I-194                                                                               |
| Calhoun                                           | Emmett Township                                  | 99,75  | 160,53 | 100                                                               | M-294 (en) (Beadle Lake Road)                                                                     | |
| Calhoun                                           | Emmett Township                                  | 103,83 | 167,10 | 104                                                               | I-94 BL ouest / M-96 (en) (Michigan Avenue) M-311 (en) sud (11 Mile Road)                         | |
| Calhoun                                           | Marshall Township                                | 108,18 | 174,09 | 108                                                               | I-69 – Fort Wayne, Lansing                                                                        | Sortie 38 de l'I-69 |
| Calhoun                                           | Marshall                                         | 109,88 | 176,83 | 110                                                               | Old 27                                                                                            | |
| Calhoun                                           | Marengo Township                                 | 112,00 | 180,24 | 112                                                               | I-94 BL ouest (Partello Road) – Marshall                                                          | |
| Calhoun                                           | Marengo Township                                 | 115,36 | 185,65 | 115                                                               | 22½ Mile Road                                                                                     | |
| Calhoun                                           | Sheridan Township                                | 118,55 | 190,79 | 119                                                               | M-199 (en) est (26 Mile Road)                                                                     | |
| Calhoun                                           | Albion                                           | 121,36 | 195,32 | 121                                                               | I-94 BL est (28 Mile Road) – Albion                                                               | |
| Jackson                                           | Parma Township                                   | 123,83 | 199,30 | 124                                                               | I-94 BL ouest / M-99 (en) – Albion, Eaton Rapids                                                  | |
| Jackson                                           | Parma Township                                   | 126,87 | 204,18 | 127                                                               | Concord Road                                                                                      | |
| Jackson                                           | Limite township Parma–Sandstone                  | 128,42 | 206,67 | 128                                                               | Michigan Avenue                                                                                   | |
| Jackson                                           | Sandstone Township                               | 129,50 | 208,41 | 130                                                               | Parma Rpad                                                                                        | |
| Jackson                                           | Sandstone Township                               | 132,63 | 213,45 | 133                                                               | Dearing Road – Spring Arbor                                                                       | |
| Jackson                                           | Blackman Township                                | 135,79 | 218,53 | 136                                                               | M-60 (en) ouest / I-94 BL est – Jackson, Spring Arbor                                             | |
| Jackson                                           | Blackman Township                                | 137,04 | 220,54 | 137                                                               | Airport Road                                                                                      | |
| Jackson                                           | Blackman Township                                | 138,39 | 222,72 | 138                                                               | US 127 nord / M-50 (en) ouest – Lansing US 127 Bus. sud / M-50 (en) est – Jackson                 | Terminus ouest du multiplex avec US 127 |
| Jackson                                           | Blackman Township                                | 139,59 | 224,65 | 139                                                               | M-106 (en) (Cooper Street) – Centre-ville de Jackson                                              | |
| Jackson                                           | Blackman Township                                | 140,62 | 226,30 | 141                                                               | Elm Road                                                                                          | |
| Jackson                                           | Leoni Township                                   | 141,93 | 228,41 | 142                                                               | US 127 sud – Hudson                                                                               | Terminus est du multiplex avec US 127 |
| Jackson                                           | Leoni Township                                   | 144,54 | 232,61 | 145                                                               | I-94 BL ouest / Sargent Road – Jackson                                                            | |
| Jackson                                           | Leoni Township                                   | 147,20 | 236,90 | 147                                                               | Race Road                                                                                         | |
| Jackson                                           | Grass Lake Township                              | 150,06 | 241,50 | 150                                                               | Mt. Hope Road – Grass Lake                                                                        | |
| Jackson                                           | Grass Lake Township                              | 153,16 | 246,48 | 153                                                               | Clear Lake Road                                                                                   | |
| Washtenaw                                         | Sylvan Township                                  | 155,82 | 250,77 | 156                                                               | Kalmbach Road                                                                                     | |
| Washtenaw                                         | Sylvan Township                                  | 157,24 | 253,05 | 157                                                               | Old US 12, Pierce Road                                                                            | |
| Washtenaw                                         | Chelsea                                          | 159,41 | 256,55 | 159                                                               | M-52 (en) – Chelsea, Manchester                                                                   | |
| Washtenaw                                         | Lima Township                                    | 162,14 | 260,94 | 162                                                               | Old US 12, Jackson Road                                                                           | |
| Washtenaw                                         | Scio Township                                    | 167,07 | 268,88 | 167                                                               | Baker Road – Dexter                                                                               | |
| Washtenaw                                         | Scio Township                                    | 169,21 | 272,32 | 169                                                               | Zeeb Road                                                                                         | |
| Washtenaw                                         | Scio Township                                    | 171,00 | 275,20 | 171                                                               | M-14 (en) est – Plymouth                                                                          | Sortie direction est, entrée direction ouest |
| Washtenaw                                         | Ann Arbor                                        | 172,17 | 277,08 | 172                                                               | I-94 BL est (Jackson Avenue) – Ann Arbor                                                          | Pas d'accès depuis I-94 est vers Jackson Avenue ouest |
| Washtenaw                                         | Ann Arbor                                        | 175,08 | 281,77 | 175                                                               | Ann Arbor-Saline Road                                                                             | |
| Washtenaw                                         | Ann Arbor                                        | 176,55 | 284,13 | 177                                                               | State Street                                                                                      | |
| Washtenaw                                         | Pittsfield Township                              | 179,52 | 288,91 | 180                                                               | US 23 / I-94 BL ouest – Ann Arbor, Flint, Toledo                                                  | Indiqué sortie 180A (US 23 sud) et 180B (US 23 nord / I-94 BL ouest) |
| Washtenaw                                         | Pittsfield Township                              | 181,27 | 291,72 | 181                                                               | US 12 ouest (Michigan Avenue) – Saline, Ypsilanti                                                 | Terminus ouest du multiplex avec US 12; indiqué sortie 181A (ouest) et 181B (est) en direction ouest                                                                                 |
| Washtenaw                                         | Ypsilanti                                        | 183,08 | 294,65 | 183                                                               | US 12 Bus. est (Huron Street) – Centre-ville d'Ypsilanti                                          | |
| Washtenaw                                         | Ypsilanti Township                               | 185,02 | 297,77 | 185                                                               | US 12 est (Michigan Avenue) – Aéroport de Willow Run                                              | Terminus est du multiplex avec US 12; sortie direction est, entrée direction ouest                                                                                                   |
| Washtenaw                                         | Ypsilanti Township                               | 186,23 | 299,70 | 186                                                               | Aéroport de Willow Run                                                                            | Sortie direction ouest, entrée direction est |
| Washtenaw                                         | Ypsilanti Township                               | 187,13 | 301,16 | 187                                                               | Rawsonville Road                                                                                  | |
| Wayne                                             | Van Buren Township                               | 190,24 | 306,16 | 190                                                               | Belleville Road – Belleville                                                                      | |
| Wayne                                             | Van Buren Township                               | 192,57 | 309,92 | 192                                                               | Haggerty Road                                                                                     | |
| Wayne                                             | Romulus                                          | 193,98 | 312,18 | 194                                                               | I-275 – Flint, Toledo                                                                             | Indiqué sortie 194A (sud) et 194B (nord) en direction est; sortie 17 de l'I‑275 |
| Wayne                                             | Romulus                                          | 195,43 | 314,52 | 196                                                               | Wayne Road – Wayne                                                                                | |
| Wayne                                             | Romulus                                          | 196,37 | 316,02 | 194                                                               | Vining Road                                                                                       | |
| Wayne                                             | Romulus                                          | 197,80 | 318,34 | 198                                                               | Merriman Road – Aéroport Détroit Métro                                                            | Indiqué sortie 198A (Aéroport) et 198B (Merriman Road) en direction est |
| Wayne                                             | Romulus                                          | 198,55 | 319,53 | 199                                                               | Middle Belt Road                                                                                  | |
| Wayne                                             | Taylor                                           | 200,32 | 322,38 | 200                                                               | Ecorse Road – Inkster                                                                             | Accès directionnel seulement (I-94 est vers et depuis Ecorse Road est et I-94 ouest vers et depuis Ecorse Road ouest)                                                                |
| Wayne                                             | Taylor                                           | 202,00 | 325,09 | 202                                                               | US 24 (Telegraph Road)                                                                            | |
| Wayne                                             | Allen Park                                       | 204,39 | 328,93 | 204                                                               | M-39 (en) (Southfield Freeway) / Pelham Road                                                      | |
| Wayne                                             | Allen Park                                       | 206,40 | 332,17 | 206                                                               | Oakwood Boulevard                                                                                 | Indiqué sortie 206A (sud) et 206B (nord) en direction ouest |
| Wayne                                             | Dearborn                                         | 207,63 | 334,14 | 208                                                               | Schaefer Road, Greenfield Road                                                                    | Sortie direction est, entrée direction ouest pour Greenfield Road |
| Wayne                                             | Dearborn                                         | 208,88 | 336,16 | 209                                                               | Rotunda Drive                                                                                     | Sortie direction ouest, entrée direction est |
| Wayne                                             | Dearborn                                         | 209,80 | 337,63 | 210A                                                              | US 12 est (Michigan Avenue) / Wyoming Avenue – Dearborn                                           | Pas de sortie en direction ouest vers Wyoming Avenue |
| Wayne                                             | Détroit                                          | 210,05 | 338,04 | 210B                                                              | M-153 (en) ouest (Ford Road) / Addison Avenue                                                     | Sortie direction ouest, entrée direction est |
| Wayne                                             | Détroit                                          | 210,67 | 339,04 | 211A                                                              | Lonyo Avenue                                                                                      | Sortie direction ouest, entrée direction est |
| Wayne                                             | Détroit                                          | 211,27 | 340,00 | 211B                                                              | Central Avenue, Cecil Avenue                                                                      | Sortie direction ouest, entrée direction est |
| Wayne                                             | Détroit                                          | 211,79 | 340,85 | 212A                                                              | Livernois Avenue                                                                                  | Indiqué sortie 212 en direction ouest |
| Wayne                                             | Détroit                                          | 212,60 | 342,14 | 212B                                                              | Warren Avenue                                                                                     | Sortie direction ouest via sortie 213A |
| Wayne                                             | Détroit                                          | 212,82 | 342,50 | 213A                                                              | West Grand Boulevard, Warren Avenue                                                               | Sortie direction ouest, entrée direction est |
| Wayne                                             | Détroit                                          | 213,36 | 343,37 | 213B                                                              | I-96 (Jeffries Freeway) – Lansing, Pont Ambassadeur                                               | Sortie 190A de l'I-96 |
| Wayne                                             | Détroit                                          | 213,60 | 343,75 | 214A                                                              | M-5 (en) (Grand River Avenue) / Linwood Avenue                                                    | Indiqué sortie 214 en direction ouest |
| Wayne                                             | Détroit                                          | 214,41 | 345,07 | 214B                                                              | Trumbull Avenue                                                                                   | Sortie direction est, entrée direction ouest |
| Wayne                                             | Détroit                                          | 214,71 | 345,55 | 215                                                               | M-10 (en) (Lodge Freeway) – Centre-ville de Détroit, Southfield                                   | Indiqué sortie 215A (sud) et 215B (nord) |
| Wayne                                             | Détroit                                          | 215,23 | 346,38 | 215C                                                              | M-1 (en) (Woodward Avenue) / John R. Street / Brush Street                                        | |
| Wayne                                             | Détroit                                          | 215,87 | 347,41 | 216A                                                              | I-75 (Chrysler Freeway) – Flint, Toledo                                                           | Sortie 53 de l'I-75 |
| Wayne                                             | Détroit                                          | 216,01 | 347,64 | 216B                                                              | Russell Street                                                                                    | Sortie en direction est seulement |
| Wayne                                             | Détroit                                          | 216,60 | 348,59 | 217A                                                              | Chene Street, East Grand Boulevard                                                                | Pas de sortie en direction ouest ni d'entrée en direction est depuis East Grand Boulevard sud vers I-94 ouest                                                                        |
| Wayne                                             | Détroit                                          | 217,33 | 349,76 | 217B                                                              | Mount Elliott Avenue                                                                              | Indiqué sortie 217 en direction ouest |
| Wayne                                             | Détroit                                          | 218,23 | 351,20 | 218                                                               | M-53 (en) (Van Dyke Avenue)                                                                       | |
| Wayne                                             | Détroit                                          | 219,02 | 352,47 | 219                                                               | M-3 (en) (Gratiot Avenue)                                                                         | |
| Wayne                                             | Détroit                                          | 219,56 | 353,35 | 220A                                                              | French Road                                                                                       | Pas de sortie en direction ouest |
| Wayne                                             | Détroit                                          | 219,98 | 354,02 | 220B                                                              | Conner Avenue – Aéroport Détroit City                                                             | |
| Wayne                                             | Détroit                                          | 221,39 | 356,29 | 222A                                                              | Outer Drive, Chalmers Avenue                                                                      | |
| Wayne                                             | Détroit                                          | 222,29 | 357,74 | 222B                                                              | Harper Avenue                                                                                     | Sortie direction est, entrée direction ouest |
| Wayne                                             | Détroit                                          | 223,05 | 358,96 | 223                                                               | Cadieux Road                                                                                      | |
| Wayne                                             | Détroit                                          | 223,76 | 360,10 | 224A                                                              | Moross Road                                                                                       | |
| Wayne                                             | Harper Woods                                     | 224,43 | 361,19 | 224B                                                              | Allard Avenue, Eastwood Drive                                                                     | Sorties seulement |
| Wayne                                             | Harper Woods                                     | 225,35 | 362,67 | 225                                                               | M-102 ouest (8 Mile Road, Vernier Road)                                                           | |
| Macomb                                            | Limite Eastpointe–Saint Clair Shores             | 226,89 | 365,15 | 227                                                               | 9 Mile Road                                                                                       | |
| Macomb                                            | Tripoint Eastpointe–Roseville–Saint Clair Shores | 227,97 | 366,88 | 228                                                               | 10 Mile Road                                                                                      | |
| Macomb                                            | Limite Roseville–Saint Clair Shores              | 228,74 | 368,13 | 229                                                               | I-696 ouest – Lansing 11 Mile Road                                                                | Terminus est de l'I-696 |
| Macomb                                            | Limite Roseville–Saint Clair Shores              | 230,01 | 370,17 | 230                                                               | 12 Mile Road                                                                                      | |
| Macomb                                            | Roseville                                        | 230,89 | 371,58 | 231                                                               | M-3 (en) (Gratiot Avenue)                                                                         | Sortie direction est, entrée direction ouest |
| Macomb                                            | Roseville                                        | 231,35 | 372,33 | 232                                                               | Little Mack Avenue                                                                                | |
| Macomb                                            | Clinton Township                                 | 234,21 | 376,92 | 234                                                               | Harper Avenue                                                                                     | Indiqué sortie 234A (sud) et 234B (nord) |
| Macomb                                            | Harrison Township                                | 234,87 | 377,99 | 235                                                               | Shook Road                                                                                        | Sortie direction ouest, entrée direction est |
| Macomb                                            | Harrison Township                                | 235,91 | 379,66 | 236                                                               | Metropolitan Parkway                                                                              | |
| Macomb                                            | Mount Clemens                                    | 237,27 | 381,84 | 237                                                               | North River Road – Mount Clemens                                                                  | |
| Macomb                                            | Limite township Harrison–Chesterfield            | 240,03 | 386,29 | 240                                                               | M-59 (en) – Selfdirge ANG, Utica                                                                  | Indiqué sortie 240A (M-59 est, Selfridge ANG) et 240B (M-59 ouest, Utica) en direction est                                                                                           |
| Macomb                                            | Chesterfield Township                            | 241,19 | 388,16 | 241                                                               | 21 Mile Road                                                                                      | |
| Macomb                                            | Chesterfield Township                            | 243,45 | 391,80 | 243                                                               | M-3 (en) sud – Utica M-29 (en) nord – Algonac, New Baltimore                                      | |
| Macomb                                            | Chesterfield Township                            | 246,74 | 397,09 | 247                                                               | M-19 (en) nord – Richmond, New Haven                                                              | Sortie direction est, entrée direction ouest |
| Macomb                                            | Lenox Township                                   | 248,12 | 399,31 | 248                                                               | 26 Mile Road – Marine City                                                                        | |
| Saint Clair                                       | Limite township Casco–Columbus                   | 257,19 | 413,90 | 257                                                               | Richmond, St. Clair                                                                               | |
| Saint Clair                                       | St. Clair Township                               | 262,13 | 421,86 | 262                                                               | Wadhams Road                                                                                      | |
| Saint Clair                                       | Kimball Township                                 | 266,33 | 428,62 | 266                                                               | I-94 BL est (Gratiot Road) – Marysville                                                           | |
| Saint Clair                                       | Limite township Kimball–Port Huron               | 269,53 | 433,76 | 269                                                               | Range Road, Dove Street                                                                           | |
| Saint Clair                                       | Port Huron Township                              | 271,27 | 436,57 | 271                                                               | I-69 ouest – Flint, Lansing                                                                       | Terminus ouest du multiplex avec I-69; sortie 198 de l'I-69 est |
| Saint Clair                                       | Port Huron Township                              | 271,53 | 436,98 | 271                                                               | I-69 BL est – Centre-ville de Port Huron                                                          | Sortie direction est, entrée direction ouest |
| Saint Clair                                       | Port Huron Township                              | 273,83 | 440,68 | 274                                                               | Water Street, Lapeer Avenue – Port Huron                                                          | Indiqué sorte 274A (Lapeer Avenue) et 274B (Water Street) en direction est |
| Saint Clair                                       | Port Huron                                       | 275,10 | 442,73 | 275                                                               | M-25 (en) nord / LHCT (en) – Lexington I-69 BL ouest / I-94 BL ouest – Centre-ville de Port Huron | Terminus ouest du multiplex avec LHCT; dernière sortie en direction est avant la frontière                                                                                           |
| Saint Clair                                       | Port Huron                                       | 274,77 | 442,20 | Poste de péage (direction est) Poste de douanes (direction ouest) | Poste de péage (direction est) Poste de douanes (direction ouest)                                 | Poste de péage (direction est) Poste de douanes (direction ouest) |
| Rivière Sainte-Clair                              | Rivière Sainte-Clair                             | 275,30 | 443,06 | Pont Blue Water                                                   | Pont Blue Water                                                                                   | Pont Blue Water |
| Rivière Sainte-Clair                              | Rivière Sainte-Clair                             | 275,30 | 443,06 |                                                                   | Autoroute 402 / LHCT (en) – Sarnia, London                                                        | Continue en Ontario, Canada |
| - Terminus de multiplex - Péage - Accès incomplet |                                                  |        |        |                                                                   |                                                                                                   | |

## Autoroutes reliées

### Minnesota
- Interstate 394
- Interstate 494
- Interstate 694

### Wisconsin
- Interstate 794
- Interstate 894

### Illinois
- Interstate 294

### Michigan
- Interstate 194